# Serbia
Serbia (en serbio: Србија, Srbijaⓘ), oficialmente República de Serbia (Република Србија, Republika Srbijaⓘ), es un país soberano, constituido en Estado social y democrático de derecho y cuya forma de gobierno es la república parlamentaria. Situado en la península balcánica, en el sureste de Europa, sin litoral, según su constitución limita con Hungría al norte; con Rumania y Bulgaria al este; con Macedonia del Norte y Albania al sur; y con Bosnia y Herzegovina, Croacia y Montenegro al oeste. Su capital y ciudad más poblada es Belgrado.
Serbia formó un reino medieval que evolucionó hasta convertirse en un imperio que alcanzó su máxima extensión en el siglo XIV. En el siglo XV el territorio serbio fue conquistado por el Imperio otomano, al que perteneció hasta el siglo XIX, cuando Serbia recuperó su independencia y expandió su territorio. Tras el fin de la Primera Guerra Mundial Serbia formó junto con otros territorios balcánicos el Reino de Yugoslavia. Después de la Segunda Guerra Mundial pasó a ser parte de la República Federal Socialista de Yugoslavia, que terminó desintegrándose tras una serie de guerras en la década de 1990. Finalmente, Serbia se convirtió de nuevo en un Estado independiente en 2006, tras la disolución de la unión de Serbia con Montenegro.
El 17 de febrero de 2008, el parlamento provisional de Kosovo, provincia sureña serbia de mayoría étnica albanesa, declaró su independencia de Serbia de forma unilateral. Dicha independencia no es reconocida por el Gobierno serbio, que considera a Kosovo una provincia autónoma propia —denominada oficialmente Provincia Autónoma de Kosovo y Metojia— bajo la administración de Naciones Unidas.
Serbia es miembro de Naciones Unidas, de la Organización para la Seguridad y la Cooperación en Europa y del Consejo de Europa, cuya presidencia ostentó en 2007. Es uno de los potenciales candidatos para la futura membresía de la Unión Europea y un país militarmente neutral.

## Etimología
El nombre de Serbia (Srbija, o «tierra de los serbios») le viene dado por sus más antiguos pobladores eslavos, los serbios (srbi), cuyo origen es incierto. De acuerdo con la Crónica de Néstor, historia del primer Estado eslavo oriental, los serbios se encuentran entre los cinco primeros pueblos eslavos que fueron conocidos por su nombre moderno.
Se cree que los serbios son mencionados por primera vez por Claudio Ptolomeo en el siglo II, en su Geographia (libro 5, 9.21), para designar a los Serboi, una tribu que habitaba en Sarmacia, probablemente al norte del Cáucaso, junto al bajo Volga, o junto al mar Negro. Contemporáneos de Ptolomeo, como Tácito y Plinio el Viejo (Naturalis Historia, VI) se refieren también a los Serboi en las inmediaciones del Cáucaso.
Una de las hipótesis más aceptadas es la de que los sorbios o sorabos (Serbja en alto sorabo) que habitan Lusacia comparten ascendencia con los serbios (en idioma serbio, sorbio se dice Lužički Srbi, o serbio de Lusacia). Según esta hipótesis, los eslavos serboi que en el siglo V partieron del Cáucaso hacia Europa son los ancestros comunes de serbios y sorbios, que se dividieron en dos grupos. Uno de los grupos (los antepasados de los serbios), conocido como los serbios blancos (beli srbi), emigró a los Balcanes hacia 610-626 encabezado por el Arconte Desconocido. Por su ayuda al emperador Heraclio en sus luchas contra los ávaros, este les permitió establecerse en un área de la provincia de Macedonia, próxima a la actual ciudad griega de Servia. Posteriormente, se produjo su expansión hacia el norte.

## Historia

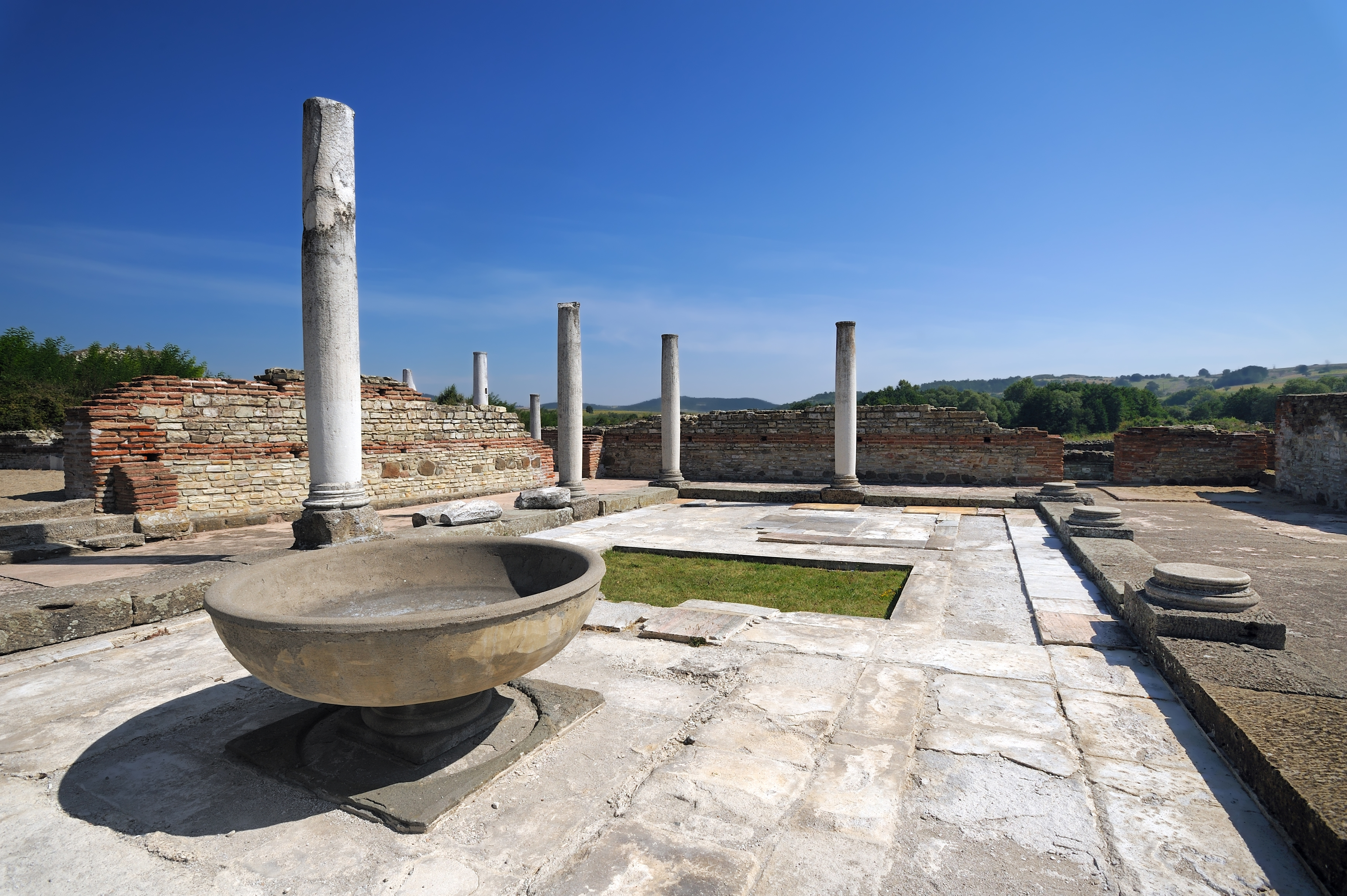
Peristilo de uno de los palacios de la Felix Romuliana, declarada Patrimonio de la Humanidad, donde nació y fue sepultado el emperador Galerio.

El Imperio serbio bajo Stefan Dušan, c. 1350.

### Prehistoria y época romana
Las culturas de Vinča y Starčevo fueron las primeras civilizaciones neolíticas en la zona que hoy ocupa Serbia, entre el vii y el iii milenio a. C. El yacimiento arqueológico más importante de esta época es Lepenski Vir. Las más antiguas civilizaciones paleobalcánicas que habitaron la zona antes de la conquista romana, llevada a cabo en el siglo I a. C., fueron los ilirios, tracios, dacios y celtas. Los celtas construyeron muchas fortificaciones, y se les atribuye la fundación de muchas ciudades modernas en Serbia, como Kalemegdan (Singidunum, Belgrado). Los griegos llegaron en su expansión al sur de la Serbia moderna en el siglo IV a. C., alcanzando el punto más septentrional del imperio de Alejandro Magno. La Serbia contemporánea comprende (en total o en parte) las provincias clásicas de Mesia, Panonia, Praevalitana, Dalmacia, Dacia y Macedonia. La ciudad norteña de Sirmium fue una de las capitales del Imperio romano, durante la tetrarquía. También se han encontrado importantes vestigios en Viminacium. Al menos diecisiete emperadores romanos nacieron en la región que ahora ocupa Serbia.

### Reinos medievales e Imperio serbio

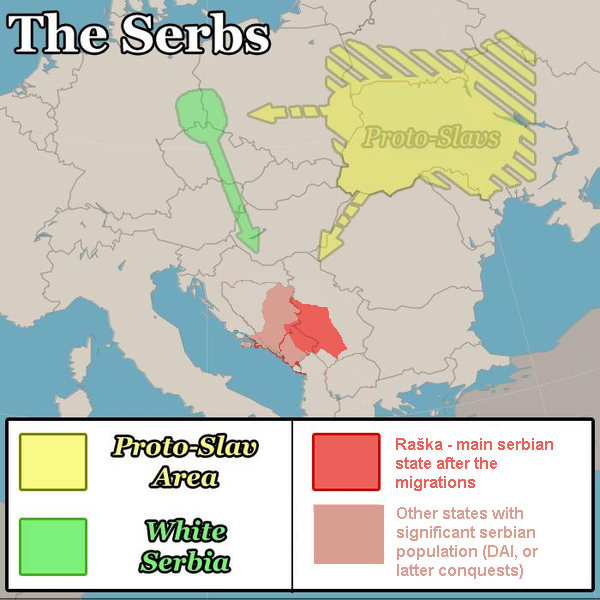
Migración de los serboi en el según De administrando imperio: en amarillo, zona de procedencia de los serboi, en verde la zona donde se establecieron los sorbios, y en rojo, asentamientos de los serbios.

En el año 395, el Imperio romano de Oriente, en el que estaba incluida la península balcánica, se transformó en el Imperio bizantino. Entre el año 500 y el 700 comenzaron a llegar los primeros eslavos, procedentes del norte de los Cárpatos, hacia la región comprendida entre el Danubio y el mar Adriático. Tras ayudar a los bizantinos contra intentos de invasión de los ávaros, y liderados por el Arconte Desconocido, los primeros protoserbios, procedentes de Sorabia, recibieron autorización por parte del emperador Heraclio para establecerse en la provincia de Macedonia, para migrar después hacia el norte.
Las distintas tribus que fueron poblando la zona desde principios del siglo VII, se unieron en 845 para formar Rascia, un Estado medieval dentro del Imperio bizantino, y formado por los actuales sudeste de Serbia, Kosovo y parte de Montenegro. Su definitiva cristianización tuvo lugar entre 867 y 869, cuando el emperador bizantino Basilio I envió sacerdotes, después de que el Knez Mutimir reconociese la soberanía bizantina. A lo largo del siglo XI, el gran župan de Rascia, Stefan Nemanja, se anexionó Zeta, Doclea y territorios adyacentes para formar el primer gran reino serbio. Sus sucesores, especialmente Stefan II Nemanjić, Stefan Dragutin, Stefan Uroš II Milutin y Stefan Uroš III Dečanski ampliaron aún más su territorio.
En 1346, el zar Stefan Uroš IV Dušan, hijo de Stefan Uroš III, proclamó el Imperio serbio. Durante su gobierno, Serbia alcanzó su punto álgido territorial, convirtiéndose en uno de los Estados más grandes de Europa. Dušan fue sucedido como emperador por su hijo Stefan Uroš V quien, debido a su juventud e incompetencia para mantener un dominio sobre el imperio creado por su padre, provocó su fragmentación en un conglomerado de principados. Stefan murió sin hijos, en diciembre de 1371, después de que gran parte de la nobleza serbia fuera destruida por el emergente Imperio otomano en la batalla de Maritza a principios de ese año. El noble Lazar Hrebeljanović asumió el liderazgo del reino serbio, y en 1389 formó un gran ejército con toda la nobleza serbia para detener el avance de los otomanos, pero estos les derrotaron en la batalla de Kosovo. Con la caída de Belgrado en 1521, todo el imperio quedó bajo la soberanía otomana, siendo el Despotado de Serbia, que cayó en 1459, el último bastión de resistencia.

### Período otomano y Principado
El período de dominio otomano significó una gran represión para los serbios, que además fueron obligados a convertirse al islam, por lo que se produjo un gran éxodo de población hacia el norte. Gran parte de la misma huyó hacia el Sacro Imperio Romano Germánico, donde el emperador Leopoldo I acogió a buena parte de ellos en la actual Voivodina. Tras la guerra austro-otomana de 1716-1718, esta zona logró independizarse de los otomanos, como reino bajo la soberanía de los Habsburgo, pero lo reconquistaron en 1739, tras la guerra de 1736-1739.
El descontento serbio con la administración otomana dio lugar a la Primera Insurrección Serbia de 1804, cuando Đorđe Petrović, Karađorđe, encabezó una revuelta que fue aplacada en 1813, y que trajo consigo una gran represión.
En 1815 estalló la Segunda Insurrección Serbia, liderada por el príncipe Miloš Obrenović. Aunque los turcos sofocaron la rebelión en 1817, Serbia ganó una cierta autonomía bajo la soberanía otomana, con Obrenović en el poder como príncipe y gobernante absoluto. Nació así el Principado de Serbia. Los decretos del sultán de 1830 y 1833 ampliaron sus derechos sobre un territorio más amplio, y permitieron establecer en Belgrado un patriarcado de la Iglesia ortodoxa serbia, independiente del Patriarcado de Constantinopla. La condición de Rusia como garante de la autonomía de Serbia fue también importante.
A raíz de nuevos enfrentamientos entre el ejército otomano y grupos de civiles en Belgrado en 1862, y bajo la presión de las grandes potencias, en 1867 los últimos soldados otomanos abandonaron el Principado. Mediante la promulgación de una nueva constitución, los diplomáticos de Serbia confirmaron la independencia de facto del país. La independencia formal fue reconocida internacionalmente en el Congreso de Berlín de 1878, que formalmente puso fin a la Guerra Ruso-Turca. Este tratado, sin embargo, prohibía la unión de Serbia con el Principado de Montenegro, y situaba la provincia otomana de Bosnia y Herzegovina bajo la administración del Imperio austrohúngaro.

### Reino de Serbia

Expansión territorial del Reino de Serbia tras las guerras de los Balcanes (1913).

Los serbios de Voivodina, bajo jurisdicción del Imperio austríaco, participaron en las revueltas de 1848 contra los Habsburgo, estableciéndose la región autónoma del Voivodato de Serbia y Banato de Timişoara. Su autonomía fue abolida en 1860, en que pasó a formar parte del Reino de Hungría.
El 23 de marzo de 1882, el príncipe serbio, Milan IV Obrenović, proclamó el Reino de Serbia, siendo él su primer monarca bajo el nombre de Milan I. En 1903, la Casa Real de Karađorđević (descendientes del líder revolucionario Karađorđe) asumió el poder, tras el asesinato del rey Alejandro I en Belgrado por un grupo de conspiradores que asaltó el palacio. Su sucesor, Pedro I, se alió con Bulgaria, Montenegro y Grecia (formando la Liga de los Balcanes) para enfrentarse al Imperio otomano en la Primera Guerra de los Balcanes (1912-1913), y luego (aliado con turcos, montenegrinos, rumanos y griegos) contra Bulgaria en la segunda guerra de los Balcanes. Estas culminaron con los tratados de Londres y Bucarest en 1913, por los que el Reino de Serbia triplicó su territorio gracias a la adjudicación de parte de Macedonia, Kosovo, y partes de la propia Serbia.

### Primera Guerra Mundial
El 28 de junio de 1914, fueron asesinados el archiduque Francisco Fernando de Austria y su esposa Sofía Chotek en Sarajevo, entonces perteneciente al land bosnio dentro del Imperio austrohúngaro. El autor del asesinato fue Gavrilo Princip, miembro del grupo revolucionario Joven Bosnia, una organización que habitualmente ha sido vinculada al nacionalismo serbio y a la organización Unificación o Muerte. Este hecho llevó a Austria-Hungría a declarar la guerra al Reino de Serbia. Rusia salió en defensa de Serbia y comenzó la movilización de sus tropas, lo que llevó a los austrohúngaros y sus aliados del Imperio alemán a declarar la guerra también a Rusia el 1 de agosto de 1914. La represalia de Austria-Hungría contra Serbia activó una serie de alianzas militares (la Triple Entente y la Triple Alianza) que provocaron una reacción en cadena de declaraciones de guerra en todo el continente, lo que llevó en un mes al estallido de la Primera Guerra Mundial. El Imperio otomano y más tarde el Reino de Bulgaria se aliaron del lado austrohúngaro, mientras que Rusia y Serbia recibieron el apoyo de Francia y el Reino Unido.

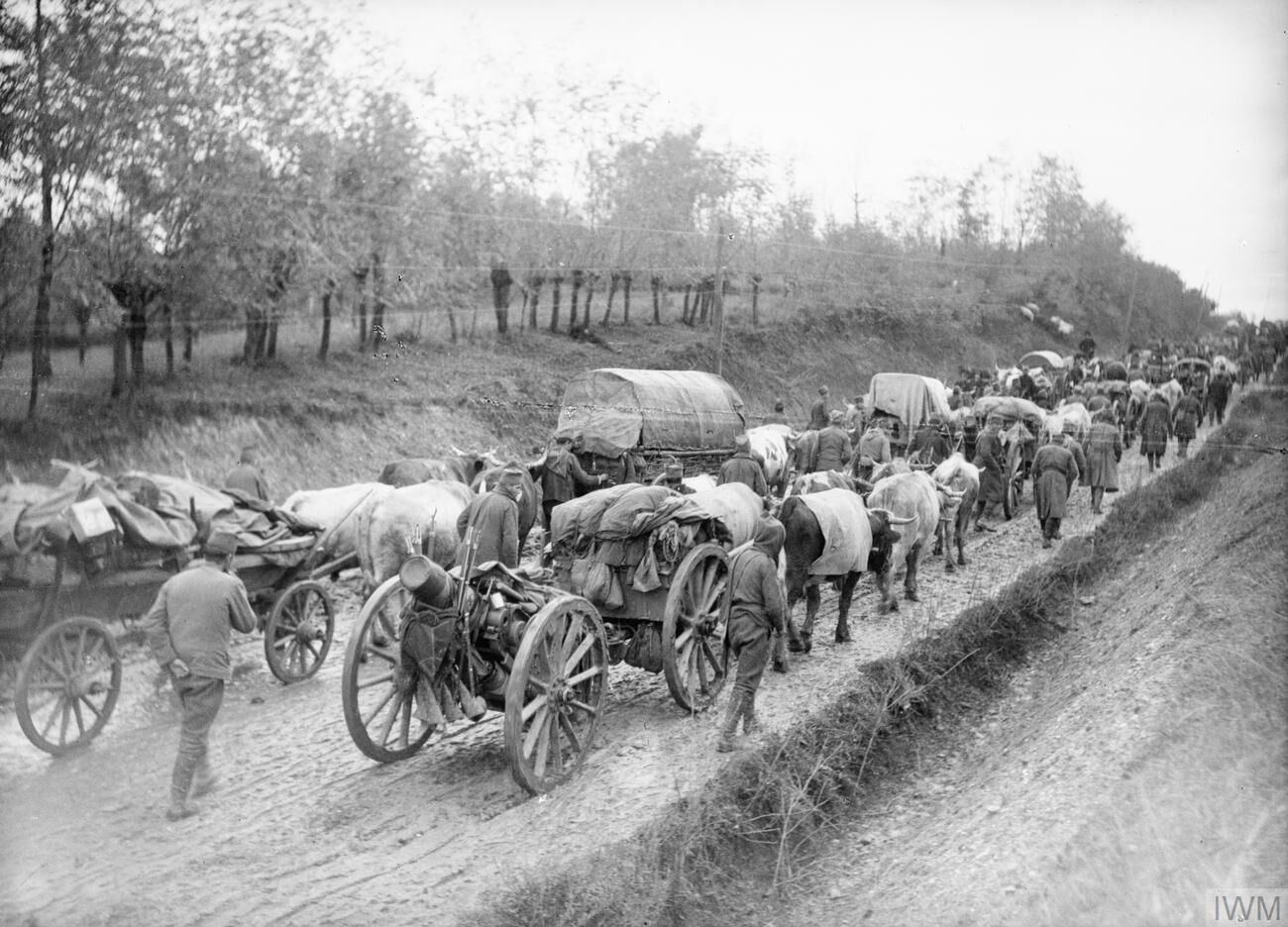
Piezas de artillería del ejército serbio se retiran hacia Albania durante la invasión de Serbia (1915).

Reino de los Serbios, Croatas y Eslovenos en 1919, tras la Primera Guerra Mundial.

El 12 de agosto las tropas austríacas cruzaron el Drina y comenzaron la invasión de Serbia. El ejército serbio logró varias importantes victorias contra Austria-Hungría al comienzo de la guerra, como la batalla de Cer y la batalla de Kolubara, constituyendo las primeras victorias aliadas contra las Potencias Centrales de todo el conflicto. A pesar del éxito inicial los serbios fueron finalmente derrotados por las fuerzas conjuntas del Imperio alemán, Austria-Hungría y Bulgaria, y en noviembre de 1915 el grueso del ejército serbio y miles de civiles se retiraron hacia Grecia y, a través de Albania, a Corfú. Después se reagruparon en Salónica y se unieron a una fuerza multinacional con franceses, británicos, griegos e italianos y volvieron al frente de Macedonia, donde en septiembre de 1918 llevaron a cabo la gran ofensiva aliada que dio lugar a la capitulación de Bulgaria y a la liberación de Serbia. A pesar de resultar victoriosa en la guerra, Serbia sufrió la mayor tasa de mortalidad del conflicto, entre un 17 % y un 27 % de su población.

### Período de entreguerras
Tras la guerra las exprovincias austrohúngaras de Croacia-Eslavonia, Carniola y Bosnia y Herzegovina, se unieron en el efímero Estado de los Eslovenos, Croatas y Serbios. A pesar del recelo de algunas potencias europeas, este Estado se unió a Serbia y Montenegro en la Declaración de Corfú para proclamar, el 1 de diciembre de 1918, una monarquía parlamentaria, el Reino de los Serbios, Croatas y Eslovenos. También pasaron a formar parte del nuevo Estado Voivodina de la parte húngara del imperio y parte de Estiria y la mayor parte de Dalmacia del lado austríaco.
Pronto esta expansión geográfica chocó con los intereses de Italia, que reclamaba más áreas de la costa dálmata, mientras el nuevo reino exigía la península de Istria. Por otro lado, la rivalidad entre serbios y croatas se acentuó, y el 20 de junio de 1928, en pleno parlamento, un diputado montenegrino disparó al político croata Stjepan Radić, que murió días más tarde. Este hecho sirvió como pretexto al rey Alejandro I Karađorđević (que en 1921 había sucedido a su padre, Pedro I) para abolir la Constitución de 1920 y proclamar la dictadura real. El 3 de octubre de 1929, el Reino de los Serbios, Croatas y Eslovenos pasó a llamarse Reino de Yugoslavia.
El período de entreguerras no trajo la tranquilidad al nuevo Estado. Las tensiones étnicas entre serbios y croatas fueron en aumento, y el 9 de octubre de 1934 el rey Alejandro I fue asesinado en Marsella durante una visita oficial a Francia, por un miembro de la Organización Interna Revolucionaria de Macedonia. Además el nuevo regente, el príncipe Pablo Karađorđević estrechó relaciones de amistad con los emergentes Estados totalitarios de la Alemania nazi y la Italia fascista.

### Segunda Guerra Mundial

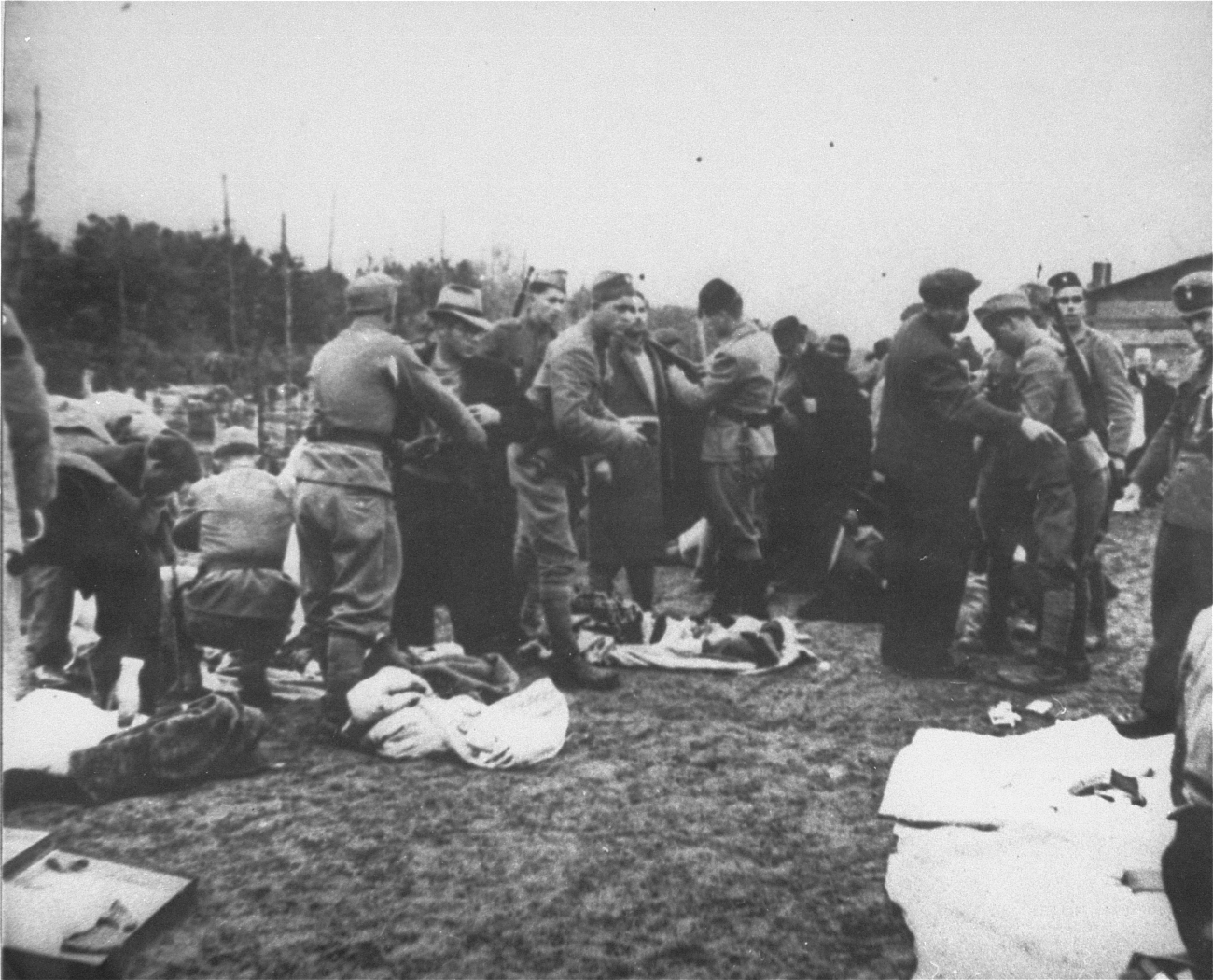
Guardias de la Ustasha desvalijando a un grupo de prisioneros a su llegada al campo de concentración de Jasenovac.

La invasión de Polonia por parte del ejército alemán, en septiembre de 1939, fue el detonante del estallido de la Segunda Guerra Mundial. Ante el temor de una invasión por parte de Alemania, el príncipe Pablo firmó el Pacto Tripartito con las potencias del Eje el 25 de marzo de 1941, lo que provocó disturbios en Serbia. El 27 de marzo, Pablo fue derrocado por un golpe de Estado apoyado por las potencias aliadas, y sustituido por el rey Pedro II Karađorđević, sucesor legítimo del trono.
A pesar de que el nuevo gobierno no declaró formalmente su enemistad con el Eje, el 6 de abril de 1941 Adolf Hitler puso en marcha la Operación Castigo, ordenando la invasión de Yugoslavia. Ese mismo día, la Luftwaffe bombardeó Belgrado, y el 17 de abril se firmó la rendición incondicional del país. Después de la invasión, el Reino de Yugoslavia fue disuelto: en Serbia se instauró un gobierno militar colaboracionista, gestionado por el general Milan Nedić; otras zonas fueron repartidas entre los países del Eje, y con Croacia y Bosnia se creó el Estado Independiente de Croacia, bajo el gobierno de Ante Pavelić, jefe del partido fascista croata Ustacha.
La resistencia a la ocupación se organizó en dos frentes: por un lado el movimiento partisano, de inspiración comunista y liderado por Josip Broz Tito, y por otro los Chetniks, de orientación monárquica y proserbia, cuyo comandante fue Draža Mihajlović. Mientras estas fuerzas se enfrentaban a los invasores, en Croacia comenzó el exterminio sistemático de serbios, judíos y gitanos, llevado a cabo por el régimen ustashi, que instaló varios campos de concentración, siendo el más destacado el de Jasenovac. Según cálculos, entre 500 000 y 700 000 serbios fueron asesinados.
A principios de 1944, los partisanos se convirtieron en la fuerza principal de resistencia en Bosnia, Montenegro, Eslovenia y Herzegovina. En Serbia, sin embargo, especialmente en las zonas rurales, la población simpatizó más con los chetniks. En septiembre de 1944, el avance del Ejército Rojo casi alcanzaba Yugoslavia, por lo que Tito viajó a Moscú y coordinó con Stalin la acción conjunta contra las fuerzas del Eje. El 20 de octubre de 1944, las tropas partisanas y el Ejército Rojo tomaron Belgrado en una operación conjunta, y para el final del año, la mitad oriental de Yugoslavia había sido liberada completamente. En abril de 1945, Sarajevo fue liberada también, y Croacia y Eslovenia el mes siguiente. Antes de acometer la pacificación del país, los partisanos tuvieron que enfrentarse también a los chetniks, lo que desencadenó un conflicto civil entre ambas fuerzas.

### Serbia en la Yugoslavia socialista

Serbia (en verde oliva) y las distintas repúblicas socialistas que formaban la República Federal Socialista de Yugoslavia.

Después de la guerra, Tito y el Partido Comunista de Yugoslavia iniciaron el proceso de gobierno de la República Democrática Federal de Yugoslavia; se aprobó una nueva ley electoral y se convocaron elecciones. Estas se celebraron en noviembre de 1945, con una lista única, denominada Frente Popular y dominada por los comunistas, que obtuvo más del 90 % de los votos. La asamblea constitucional proclamó la abolición de la monarquía, y se estableció un gobierno monopartidista plurinacional. El 31 de enero de 1946 fue establecida la República Federal Socialista de Yugoslavia, compuesta por seis repúblicas socialistas: Eslovenia, Croacia, Bosnia y Herzegovina, Macedonia, Montenegro y Serbia.
El Estado comenzó con un notable predominio de la República Socialista de Serbia sobre la política federal, centralizado al principio en su capital, Belgrado. La rápida socialización económica y los Planes Quinquenales trajeron consigo un importante desarrollo industrial. La llegada masiva de emigrantes, que aseguraban la mano de obra, de la empobrecida Albania (especialmente a la cercana Kosovo) y su extraordinaria explosión demográfica provocó que el número de albaneses en Kosovo se doblara desde el fin de la Segunda Guerra Mundial, alcanzando la cifra de 916.168 en el censo yugoslavo de 1971, lo que le convirtió en la región con mayor crecimiento demográfico de Yugoslavia y de Europa.
La proliferación en las distintas repúblicas de grupos nacionalistas que cobraron fuerza y amenazaban la estabilidad política de la federación, forzó una descentralización del poder. Así, en 1974, se acordó la creación de las provincias autónomas de Kosovo y Metohija y Voivodina dentro de Serbia, para satisfacer las reclamaciones de los distintos grupos étnicos que las componían.
Tito, que había mantenido Yugoslavia bajo una férrea política multiétnica desde 1945, murió en 1980, lo que trajo consigo un auge de los movimientos nacionalistas, agravado por la acuciante crisis económica yugoslava. En la década de 1980 los albaneses de Kosovo intensificaron sus exigencias de que la provincia obtuviera el estatus de república, como primer paso hacia una posible autodeterminación. Las tensiones étnicas entre serbios y albaneses en Kosovo degeneraron en violencia y tendrían una gran influencia en el colapso de la antigua Yugoslavia.

### Disolución de Yugoslavia. Guerras yugoslavas

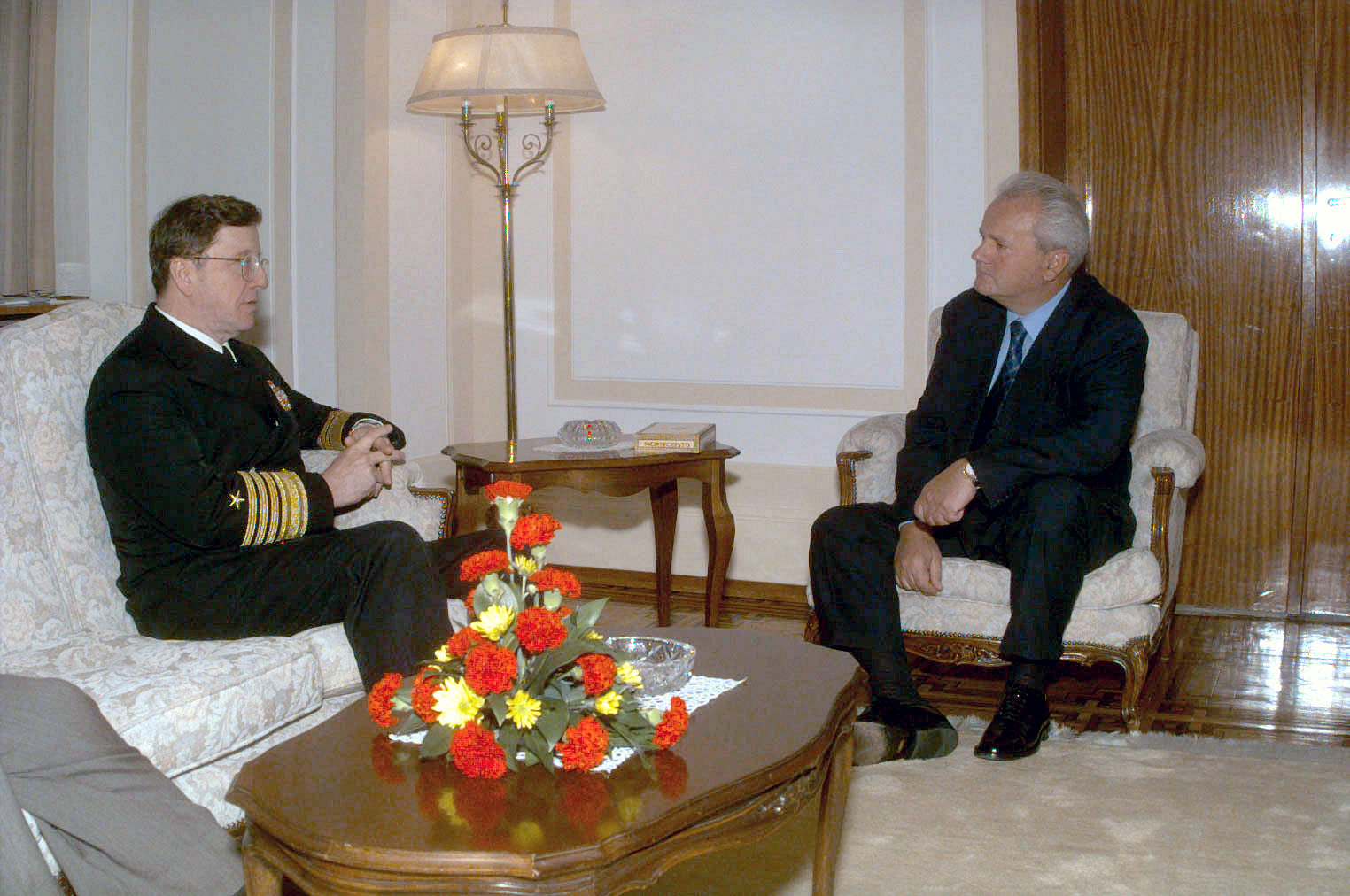
Slobodan Milošević en 1996 durante una reunión con el almirante Joseph López, comandante de las fuerzas de IFOR.

En 1989 llegó al poder en Serbia Slobodan Milošević, de la Liga de los Comunistas de Serbia, que había desbancado a todos sus opositores a través de una política de intrigas e intimidación. Una de sus primeras medidas fue la abolición de la autonomía de las provincias serbias de Kosovo y Voivodina. El 28 de junio de 1989, en plena efervescencia nacionalista, Milošević se presentó en Kosovo Polje, el escenario de la batalla de Kosovo en el 600 aniversario de la derrota contra los turcos, donde, ante una multitud de entre 500 000 y 1 000 000 de serbios, pronunció el célebre discurso de Gazimestan, una exaltación de los ideales serbios que trajo graves consecuencias.
Las guerras que provocaron la disolución de Yugoslavia tuvieron su origen el 27 de junio de 1991, en que comenzó la Guerra de Independencia de Eslovenia, en la que se vio sorprendido el Ejército Popular Yugoslavo. La independencia eslovena no afectó a otras nacionalidades, pues era étnicamente homogénea, pero encendió la mecha secesionista en las demás repúblicas. Este corto conflicto no se repitió en las sangrientas Guerra Croata de Independencia y Guerra de Bosnia, que se prolongarían hasta 1995 dejando cientos de miles de muertos y millones de refugiados, y donde las amplias comunidades serbias ocasionaron y también sufrieron graves sucesos de limpieza étnica y genocidio.
En 1992, los Gobiernos de Serbia y Montenegro acordaron la creación de una nueva federación con el nombre de República Federal de Yugoslavia, que abandonó su antigua denominación oficial y el sistema comunista, adoptando la democracia representativa y el sistema del libre mercado. No obstante, algunas de las otras exrepúblicas yugoslavas acusaron a Serbia de su participación en las guerras yugoslavas (en 2007 Serbia fue absuelta de una acusación de Bosnia, al interpretar el Tribunal Internacional de Justicia que "no se podía considerar responsable ni cómplice al Estado serbio"). El 23 de julio de 1997, Milošević fue proclamado presidente de la República Federal de Yugoslavia.
La escalada de violencia étnica en la provincia de Kosovo se hizo incontenible, y alcanzó sus máximos en 1998, cuando los enfrentamientos entre el ejército federal y la guerrilla albanesa Ejército de Liberación de Kosovo (UÇK) alcanzaron tintes de guerra abierta. Los asesinatos y deportaciones masivas de civiles en ambos bandos pusieron a Kosovo en el punto de mira de la opinión pública occidental. Entonces, la OTAN intervino para detener la Guerra de Kosovo y llevó a cabo un bloqueo comercial contra la República Federal Yugoslava, forzando las conversaciones de paz de Rambouillet (enero de 1999), que fracasaron ante la negativa de Serbia a aceptar las condiciones propuestas. La OTAN dio un ultimátum a las autoridades federales, y llevó a cabo el Bombardeo de Yugoslavia, que se desarrolló entre el 24 de marzo y el 11 de junio de 1999. Esta campaña de ataques aéreos arrasó las infraestructuras serbias y hundió su economía, además de dejar un saldo de tres mil civiles muertos y diez mil heridos. El 12 de junio llegó a Kosovo el contingente internacional de tropas KFOR encargado de pacificar la zona, que quedó bajo la administración de la Misión de Administración Provisional de las Naciones Unidas en Kosovo (MINUK).

### Transición política

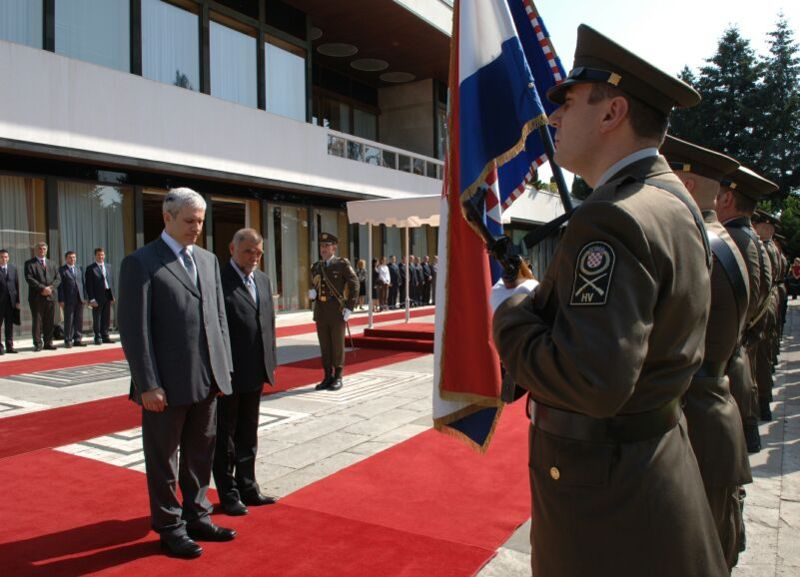
El presidente serbio Boris Tadić y su homólogo croata Stjepan Mesić en Zagreb durante una visita oficial del primero a Croacia.

Desde septiembre de 2000, tras las elecciones federales y con el país en bancarrota, los partidos de oposición comenzaron a acusar de fraude a Milošević. Las protestas callejeras y manifestaciones en toda Serbia le forzaron a entregar el poder a la Oposición Democrática de Serbia, una amplia coalición de partidos reformistas, lo que sacó a Serbia de su aislamiento internacional. El 28 de junio de 2001, Milošević fue entregado por las autoridades serbias al Tribunal Penal Internacional para la ex Yugoslavia, que le acusaba de patrocinar crímenes de guerra y crímenes de lesa humanidad durante las guerras en Croacia, Bosnia y Kosovo. Su juicio se prolongó hasta su muerte en La Haya en 2006.
El 4 de febrero de 2003, entró en vigor una nueva Constitución, y se eliminó el nombre de Yugoslavia, pasando el país a denominarse Serbia y Montenegro (oficialmente Unión Estatal de Serbia y Montenegro). El primer ministro serbio Zoran Đinđić, responsable de la entrega de Slobodan Milošević, y que había iniciado una política aperturista y de acercamiento a Occidente, fue asesinado en Belgrado el 12 de marzo de 2003, en un atentado instigado por la mafia serbia, que tenía importantes vínculos con Milošević. Los sucesivos gobiernos de Boris Tadić, presidente de Serbia desde 2004, supusieron un acercamiento de Serbia a la comunidad internacional y a la Unión Europea, así como una normalización de sus relaciones internacionales y con otras ex repúblicas yugoslavas.
El 21 de mayo de 2006, se realizó en Montenegro un referéndum para determinar si se procedía a finalizar su unión con Serbia. Los resultados mostraron a un 55,4 % de los votantes en favor de la independencia, por lo que el Parlamento de Montenegro proclamó la independencia del Estado, el 3 de junio de 2006. Ese día, Serbia se declaró como Estado soberano, como sucesor del anterior.
La situación de Kosovo se complicó cuando, el 17 de febrero de 2008, sus dirigentes proclamaron unilateralmente su independencia. El gobierno serbio en pleno, con su presidente Boris Tadić y su primer ministro Vojislav Kostunica a la cabeza, anunció que se trataba de una violación del derecho internacional y que nunca reconocería su independencia. Un grupo de países reconocieron al nuevo Estado, pero otros no lo hicieron, por lo que su estatus quedó en el aire hasta nueva resolución.
La normalización de las relaciones internacionales del país y sus aspiraciones de acceso a la Unión Europea se vieron fortalecidas por la captura y entrega a la justicia internacional, por parte del gobierno de Tadić, de los dos hombres más buscados por su papel en las guerras yugoslavas: Radovan Karadžić y Ratko Mladić, entregados en 2008 y 2011 respectivamente, y que se ocultaban en territorio serbio.

## Geografía

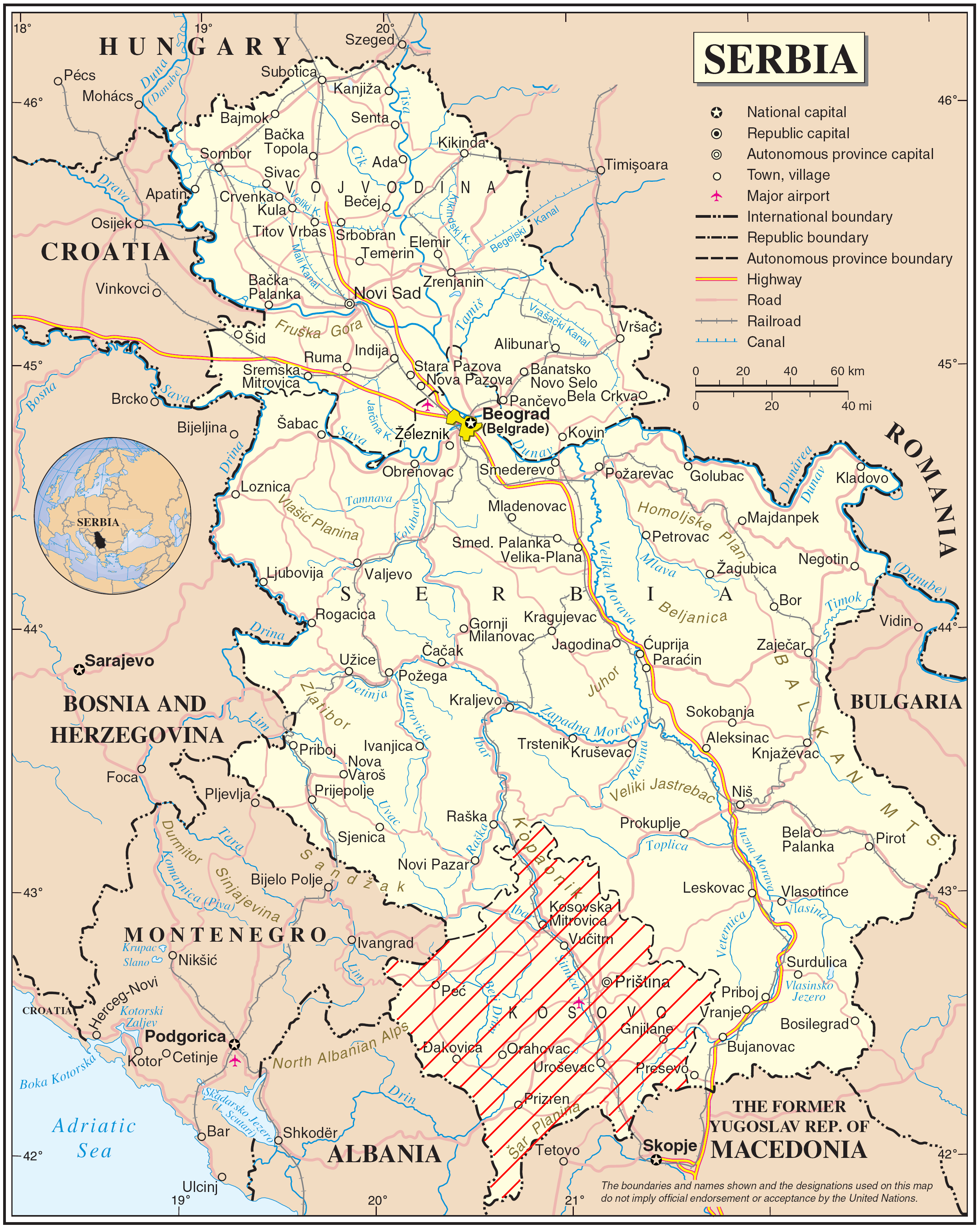
Mapa político de Serbia, incluyendo la zona disputada de Kosovo, con líneas rojas diagonales.

### Geografía política
Serbia ocupa una extensión de 88 361 km², de los que 10 887 corresponden a Kosovo, que se encuentra autogobernado y en disputa, por lo que el territorio bajo administración serbia es de 77 474 km².
La frontera entre Serbia y Kosovo es de 352 km, y como conjunto sus fronteras son: por el norte 151 km con Hungría; por el sur 112 km con Albania y 62 km con Macedonia del Norte, por el este 476 km con Rumanía y 318 km con Bulgaria, y por el oeste 241 km con Croacia, 302 km con Bosnia y Herzegovina y 203 km con Montenegro.
El río Danubio actúa como frontera natural en un amplio tramo con Rumanía y en otro con Croacia, así como el Sava y el Drina (este durante 150 km) con Bosnia y Herzegovina.

### Geografía física
Serbia se sitúa en la encrucijada entre Europa Central, del Sur y del Este, entre la península de los Balcanes y la llanura de Panonia.
La provincia de Voivodina, que ocupa el tercio norte del país, se encuentra totalmente dentro de la llanura panónica centroeuropea. El extremo más oriental de Serbia se extiende a la llanura de Valaquia. La frontera noreste del país está determinada por la cordillera de los Cárpatos, que atraviesan el conjunto de Europa Central. Los Cárpatos del Sur se encuentran con los Montes Balcanes en el sureste del país, siguiendo el curso del río Gran Morava, de unos 500 km de largo (parcialmente navegables). Por el sur, la cordillera de los Balcanes se encuentra con las montañas Ródope. Los Alpes Dináricos de Serbia siguen, en dirección este-suroeste, el curso del río Drina (350 km navegables solamente por pequeñas embarcaciones), con vistas a los picos Dináricos de la orilla opuesta, en Bosnia y Herzegovina. Los montes Šar de Kosovo forman la frontera con Albania, y albergan los picos más altos del país, el Đeravica (2656 m s. n. m.), Peskovi (2651 m) y Bistra (2609 m). Fuera de Kosovo, las mayores elevaciones son el Midžor (2168 m) y el Dupljak (2032 m) en los Balcanes; y el Pančić (2017 m) en las Dinárides.
Aunque el país carece de litoral, existen alrededor de 2000 km navegables de ríos y canales, conectando Serbia con el norte y oeste de Europa (a través del Canal Rin-Meno-Danubio - Ruta del Mar del Norte); con Europa del Este (vía Tisza, Timiş, Begej, Danubio y las rutas del mar Negro) y con el sur de Europa (a través del río Sava). Dos de las mayores ciudades de Serbia, Belgrado y Novi Sad, son los principales puertos fluviales del Danubio. (Ver sección Hidrografía)
Más de un cuarto del territorio de Serbia, concretamente el 27 % está cubierto por bosques. En 2010, según lo previsto, los parques nacionales y reservas naturales ocuparán un 10 % del territorio total del país.
La totalidad de Serbia correspondía originariamente al bioma de bosque templado de frondosas. Según WWF, el territorio de Serbia se reparte entre cuatro ecorregiones:
- Bosque mixto de Panonia, en el tercio norte.
- Bosque mixto de los Alpes Dináricos, en la frontera con Montenegro.
- Bosque mixto de los montes Ródope, en las montañas del sureste, frontera con Bulgaria.
- Bosque mixto balcánico, en el resto del país.

### Hidrografía

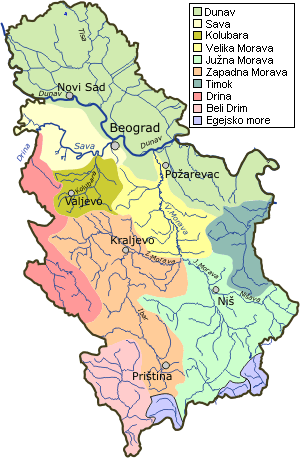
Cuencas hidrográficas de los principales ríos de Serbia.

Los ríos de Serbia pertenecen a las cuencas del mar Negro, Adriático y Egeo, y no existen grandes lagos en su territorio, aunque sí algunos embalses, como el Embalse de Đerdap, y lagos artificiales como el Vlasina y el Ledinci. El país carece de salida al mar.
Hidrográficamente, el país se organiza a lo largo de dos ejes fluviales principales. El Danubio fluye desde el norte hacia el este a lo largo de 588 kilómetros. Desde la apertura del canal Rin-Meno-Danubio en 1992, se facilitó el tráfico fluvial de Róterdam al mar Negro, implementando la importancia de la zona serbia, que fue dotada de una red de canales de más de 600 km enlazando con los ríos Sava y Tisza. El otro eje principal sobre el que se apoya el sistema fluvial es el río Morava, que traza su cuenca de norte a sur del país, atravesando algunas de sus ciudades principales, lo que le hace estratégicamente importante.
Los diez ríos de mayor longitud que atraviesan territorio serbio son los siguientes:
|    | Río           | Km en Serbia | Longitud total (km) | N.º de países que atraviesa* |
| -- | ------------- | ------------ | ------------------- | ---------------------------- |
| 1  | Danubio       | 588          | 2783                | 9                            |
| 2  | Gran Morava** | 493          | 493                 | 1                            |
| 3  | Ibar          | 250          | 272                 | 2                            |
| 4  | Drina         | 220          | 346                 | 3                            |
| 5  | Sava          | 206          | 945                 | 4                            |
| 6  | Timok         | 202          | 202                 | 1                            |
| 7  | Tisa          | 168          | 966                 | 4                            |
| 8  | Nišava        | 151          | 218                 | 2                            |
| 9  | Tamiš         | 118          | 359                 | 2                            |
| 10 | Begej         | 75           | 244                 | 2                            |

NOTAS:
(*): Incluyendo Serbia.
(**): Incluyendo el Morava Occidental (Zapadna Morava).

### Climatología

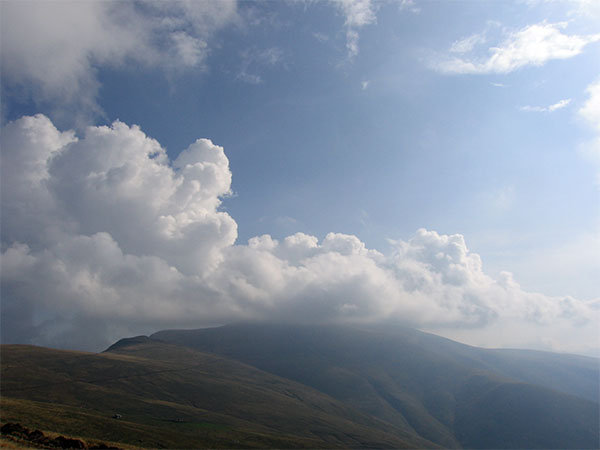
El Midžor es, con 2168 m sobre el nivel del mar, el pico más alto de Serbia excluyendo los ubicados en Kosovo.

El clima serbio varía entre un clima continental en el norte, con inviernos fríos, y veranos calurosos y húmedos con precipitaciones bien distribuidas, y un clima más adriático en el sur, con veranos calurosos y secos y otoños e inviernos relativamente fríos con intensas nevadas en el interior. Las diferencias de altitud, la proximidad con el mar Adriático y las grandes cuencas fluviales, así como su exposición a los vientos marcan las diferencias climáticas. Voivodina posee un clima continental típico, con masas de aire del norte y oeste de Europa que alteran su perfil climático. El sur y suroeste de Serbia están sujetos a las influencias mediterráneas. Sin embargo, los Alpes Dináricos y otras cordilleras contribuyen al enfriamiento de la mayoría de las masas de aire caliente. Los inviernos son especialmente duros en la región de Sandžak, a causa de las montañas que rodean la meseta.
La temperatura media anual del aire en el período 1961-1990 en la zona con una altitud de hasta 300 m fue de 10,9 °C. Las zonas con una altitud de entre 300 y 500 m tuvieron una temperatura media anual de alrededor de 10,0 °C, y con más de 1000 m de altitud en torno a 6,0 °C. La menor temperatura registrada en Serbia fue -39,5 °C (13 de enero de 1985, Karajukića Bunari, en Pešter), y la más alta de 44,9 °C (24 de julio de 2007, Smederevska Palanka).

### Zonas protegidas
En Serbia se localizan 5 parques nacionales, 10 reservas naturales, 12 cuevas naturales y una zona clasificada como reserva de la biosfera, la de Golija-Studenica. Los parques nacionales son:
| Parques Nacionales de Serbia |             |                |           |
| Imagen                       | Nombre      | Ubicación      | Extensión |
|                              | Fruška Gora | Sirmia         | 250 km²   |
|                              | Kopaonik    | Serbia Central | 120 km²   |
|                              | Tara        | Serbia Central | 220 km²   |
|                              | Đerdap      | Serbia Central | 640 km²   |
|                              | Montes Šar  | Kosovo         | 390 km²   |

## Entorno natural

### Fauna y flora
Fauna

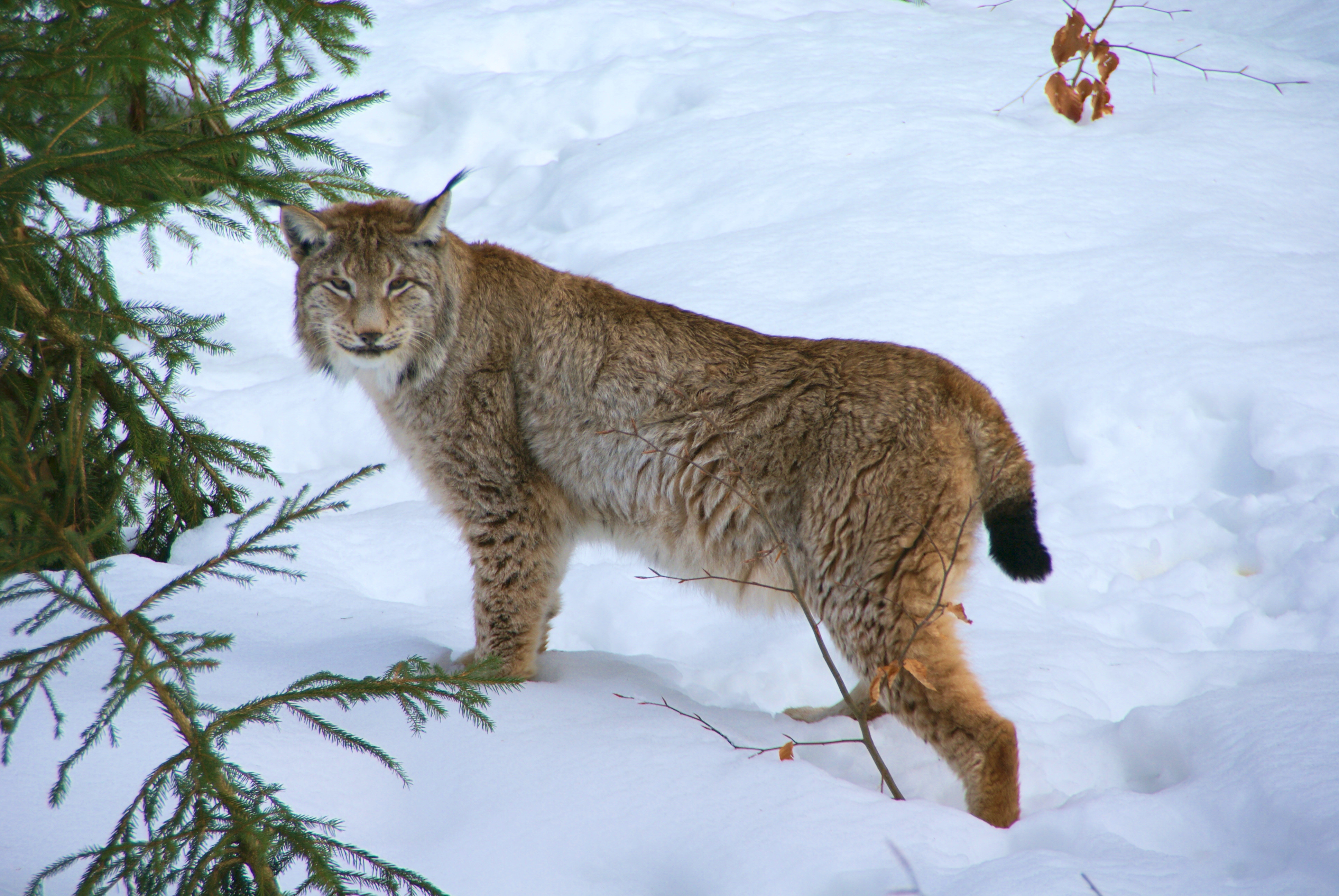
Ejemplar de lince europeo, una de las especies protegidas que se encuentran presentes entre la fauna de Serbia.

La abundancia de ríos, bosques y zonas montañosas facilitan que la fauna de Serbia sea singularmente rica. Entre las especies protegidas que se encuentran en sus hábitats montañosos figuran el ciervo, el lobo, el lince europeo y el zorro común. Otros mamíferos presentes en el país son la liebre europea, el jabalí, el rebeco y el muflón. En total, están presentes 90 especies de mamíferos y unas 110 especies de peces de agua dulce, incluyendo 14 subespecies que se encuentran solo en la región y otras 7 que aparecen en la Lista Roja de la UICN. También existen en Serbia 70 especies de reptiles. La zona pantanosa de Carska Bara, en Voivodina, es una reserva natural declarada Sitio Ramsar que figura entre las zonas de gran valor ecológico de la UNESCO.
Pero la mayor riqueza faunística de Serbia es la ornitológica. La región balcánica constituye uno de los lugares de observación de aves más importantes de Europa. Existen 379 especies catalogadas, cinco de ellas protegidas: el águila imperial, la gran avutarda, el pato salvaje de Madagascar, el cernícalo primilla y el crex crex. Muchas de estas aves encuentran en el país un hábitat adecuado para la reproducción en verano, mientras que otras llegan desde el norte en invierno. Entre las aves de cría, hay 103 que son consideradas de interés por el Consejo Europeo de Conservación. Serbia cuenta con una importante proporción de las poblaciones europeas de aves como el halcón sacre, el avetorillo, la garza imperial, el autillo, el pico mediano y el pico sirio.
Flora

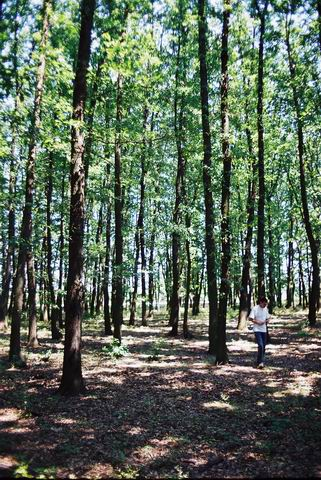
Bosque de robles en las inmediaciones de la ciudad de Ub, en Serbia Central.

A pesar de ser un país relativamente pequeño, existe en Serbia un número inusualmente elevado de especies, algunas de las cuales son endémicas. Se suelen considerar como hábitats principales las zonas de alta montaña, bosque de coníferas, bosque submediterráneo, vegetación mediterránea de montaña, estepa y estepa boscosa.
Entre Serbia y Montenegro albergan 4300 especies de plantas, lo que representa el 2 % del total mundial, de las cuales 400 son endémicas. Entre éstas, cabe destacar dos variedades de pino, el munika y el molika, y una de abeto, el omorika, descubierta en el siglo XX. Muchas de las plantas silvestres son valoradas por sus propiedades medicinales. Las especies arbóreas más abundantes son el roble, el olmo, el arce, el nogal, el castaño, el fresno, el sauce y el tilo.

### Medio ambiente
La protección del medio ambiente es supervisada por la Agencia de Protección Ambiental de la República de Serbia (SEPA), una parte del Ministerio de Ciencia y Protección Ambiental. Según datos de la misma, los bombardeos de la OTAN de 1999 causaron daños duraderos al medio ambiente de Serbia, con varios miles de toneladas de productos químicos tóxicos que se encontraban almacenados en fábricas y fueron vertidos al suelo, la atmósfera y las cuencas hidrográficas, afectando a los seres humanos y la fauna.
El reciclaje es una actividad todavía en ciernes en el país, con solo el 15 % de sus residuos devueltos para su reutilización, aunque el Ministerio de Ciencia y Protección Ambiental trabaja para la mejora de la situación. En mayo de 2002 fue fundada la Agencia Serbia de Eficiencia Energética (SCAE), una organización nacional sin fines de lucro, que desarrolla y propone programas y medidas, coordina y estimula las actividades destinadas a lograr un uso racional y ahorro de energía, así como el aumento de la eficiencia del uso de la energía en todos los sectores de consumo. El país intenta también hacer efectivo un mayor uso de las energías renovables, desarrollando un parque eólico de 20 MW en Belo Blato, como parte de un plan de desarrollo que pretende alcanzar los 300 MW.

## División administrativa
Oficialmente, la República de Serbia, consta de la región histórica de Serbia (actualmente conocida como Serbia Central) y de las provincias autónomas de Voivodina (Аутономна Покрајина Војводина / Autonomna Pokrajina Vojvodina en serbio, Vajdaság Autonóm Tartomány en húngaro), al norte, y Kosovo y Metohija (Косово и Метохија / Kosovo i Metohija), al sur. Está dividida administrativamente en 29 distritos (Округ / Okrug en serbio) y la Ciudad de Belgrado.
De los 30 distritos (incluida la Ciudad de Belgrado), 7 están ubicados en Voivodina, 18 en Serbia Central y los 5 restantes en Kosovo. Esta región se encuentra fuera de la administración gubernamental desde 1999, en que la Misión de Administración Provisional de las Naciones Unidas en Kosovo se hizo cargo de la misma. El 17 de febrero de 2008, Kosovo proclamó su independencia, no reconocida por Serbia, y que se encuentra en disputa en la Organización de las Naciones Unidas.
Los distritos, por su parte, están divididos en municipalidades. En total son 192: 108 en Serbia Central, 54 en Voivodina y 30 en Kosovo.
Serbia Central no es una división administrativa, al contrario que las dos provincias autónomas, y no tiene gobierno propio.

### Distritos por provincia

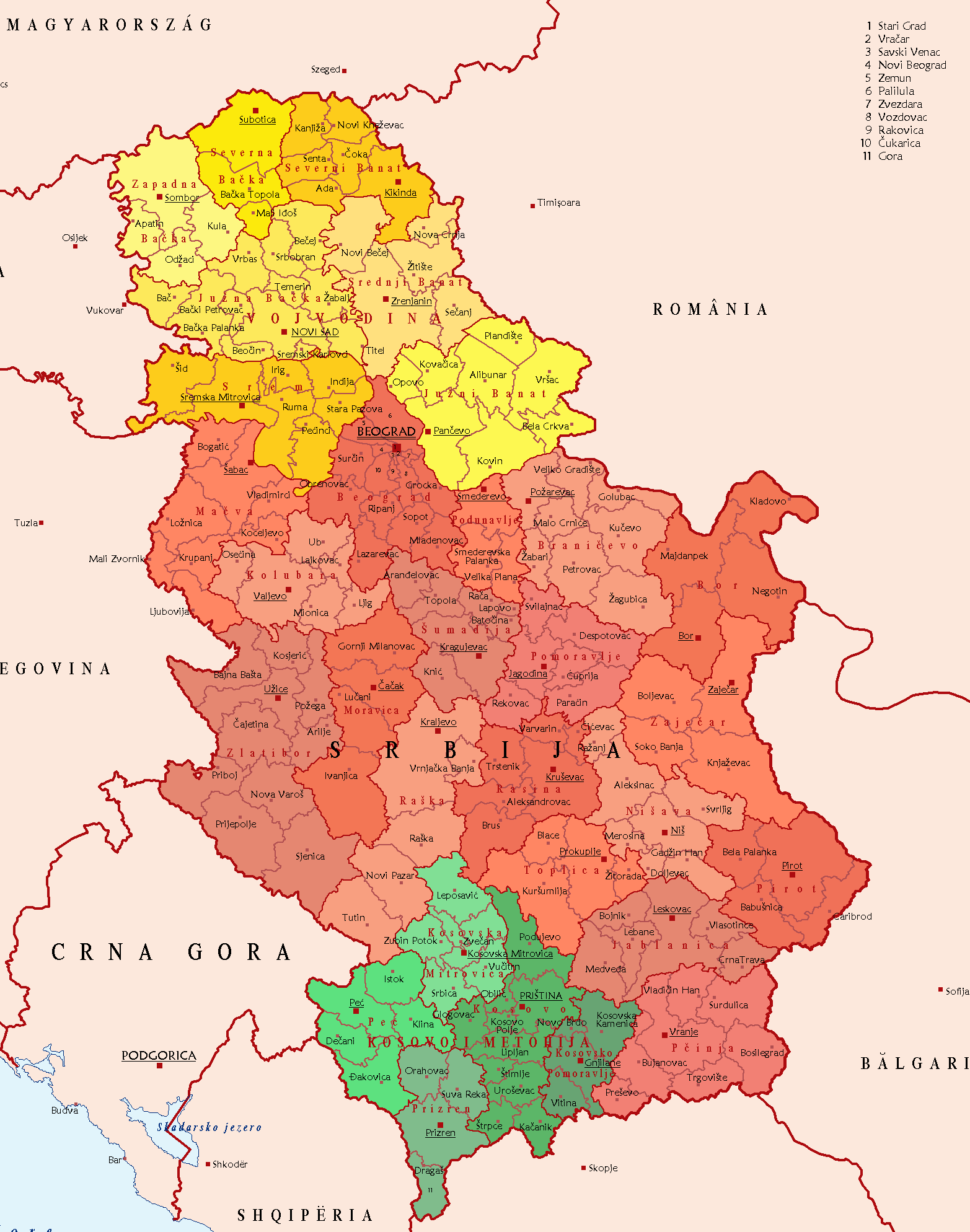
Divisiones administrativas de Serbia.
Provincia Autónoma de Voivodina
Serbia Central
Provincia Autónoma de Kosovo y Metohija

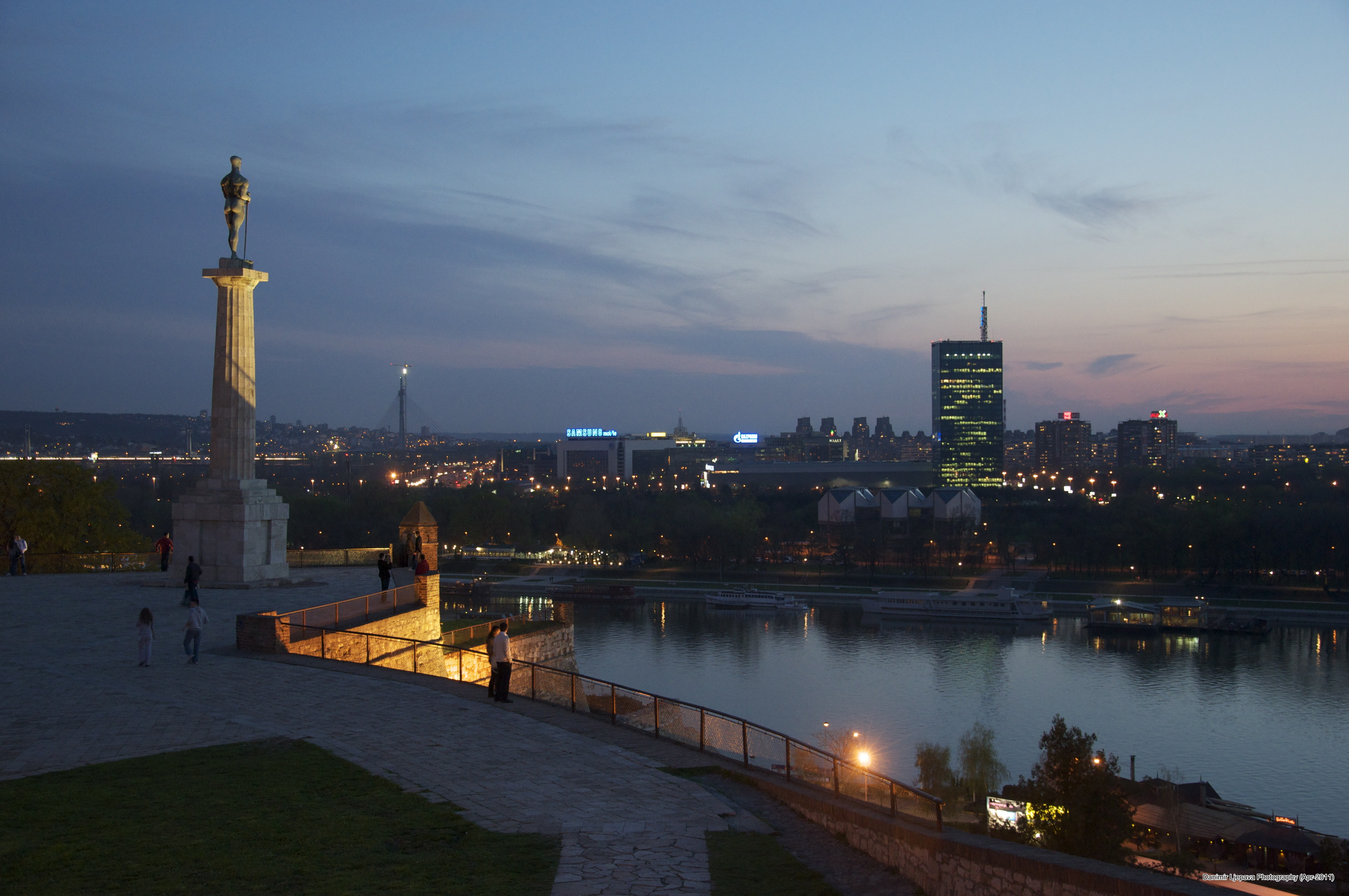
La ciudad de Belgrado, capital de Serbia y del distrito al que da nombre, vista desde la Fortaleza de Kalemegdan.

Serbia Central
Voivodina
Kosovo*
NOTA: (*) Esta es la división administrativa oficial de la República de Serbia. Los distritos de la Provincia de Kosovo y Metohija: Kosovo, Kosovo-Pomoravlje, Kosovo-Mitrovica, Peć y Prizren se encuentran administrados por el autoproclamado Gobierno de Kosovo, con una nueva organización administrativa, y bajo disputa internacional. (Véase Divisiones administrativas de Kosovo).
Fuente: Los datos corresponden al censo realizado en 2002 por la Oficina de Estadísticas de la República de Serbia, que es el último oficial realizado hasta la fecha. El próximo tendrá lugar en 2010.

## Política

Bandera de Serbia con la versión pequeña del escudo en el lado izquierdo.

### Símbolos
Bandera
El 30 de septiembre de 2006, tras la disolución de Serbia y Montenegro, el parlamento serbio decidió renunciar a la bandera de Yugoslavia y convirtió en constitucional la que había representado al país durante su etapa como Reino de Serbia. La nueva enseña tiene los colores del paneslavismo: rojo en la parte superior, azul en el medio y blanco en la parte inferior. Esta bandera data de 1804, cuando fue empleada en la Primera Insurrección Serbia contra el Imperio otomano.
Escudo
También se hizo oficial el escudo del Reino de Serbia, con el águila bicéfala, la cruz de Serbia y la corona real. Al recuperarse este antiguo escudo, se optó por mantener todos sus elementos, a pesar de que no se ha restaurado la monarquía. El escudo tiene dos versiones, ambas oficiales, la ya citada, y otra más grande con un manto real en púrpura que guarnece el anterior. El más pequeño es el que figura a la izquierda en la bandera serbia.
Himno
El himno nacional de Serbia según el artículo 7 de la Constitución es Bože Pravde (Dios de justicia), que también fue himno del Reino de Serbia, escrito en 1872 como una composición teatral pero que debido a su inmensa popularidad se convirtió en himno del país. Después fue adoptado por Serbia durante su unión con Montenegro, en agosto de 2004, aunque el himno oficial de la federación era Hej Sloveni.

### Gobierno

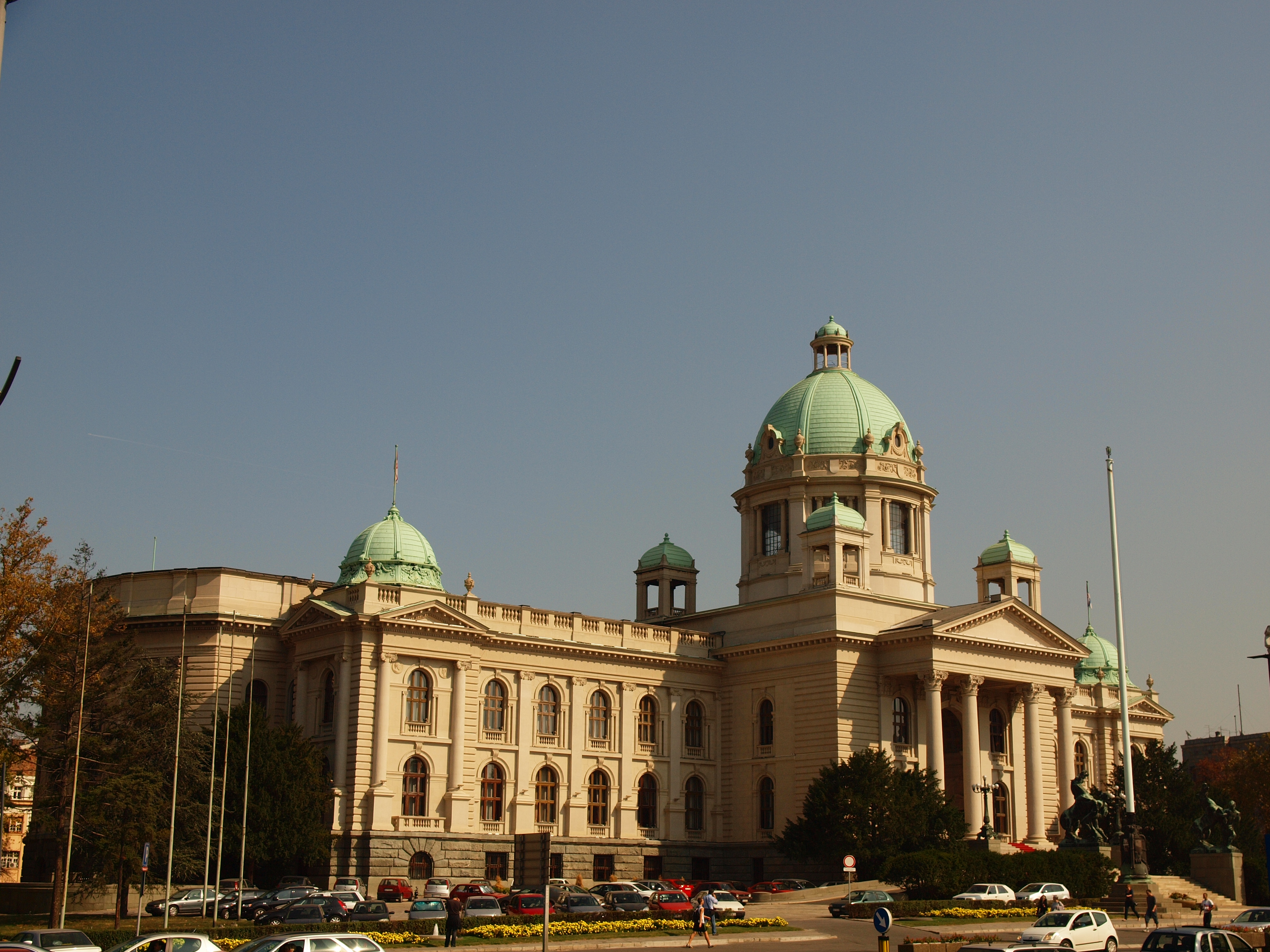
La Asamblea Nacional de Serbia, el parlamento que representa el poder legislativo del país.

La forma de gobierno de la República de Serbia es, desde su separación de Montenegro en 2006, la república parlamentaria. El 30 de octubre de 2006, los ciudadanos aprobaron una nueva Constitución, que tenía el objetivo de garantizar "la consolidación de la democracia y del Estado de derecho en Serbia". La constitución entró en vigor el 10 de noviembre de 2006.
El poder ejecutivo lo ostentan el jefe del Estado, que es el presidente, y el jefe del Gobierno, que es el primer ministro. El cargo de presidente, de cinco años de duración, se decide mediante referéndum, mientras que el primer ministro lo elige la Asamblea Nacional.
En las elecciones presidenciales de 2012, celebradas el 20 de mayo, resultó vencedor Tomislav Nikolic, del Partido Progresista Serbio, al superar a su oponente, el proeuropeo Boris Tadic, por más de tres puntos de diferencia. Tadić había vencido en los comicios de 2004 y 2008, y era el artífice de la integración europea del país. El cargo de primer ministro lo ocupa desde 2014 Aleksandar Vučić.
El poder legislativo recae en la Asamblea Nacional de Serbia, que es su parlamento unicameral. Lo componen 250 diputados, que son elegidos en referéndum cada cuatro años. El primer ministro también tiene la facultad de disolver el parlamento y llamar a elecciones anticipadas.
Los partidos políticos con mayor representación son el Partido Progresista (SNS), el Partido Socialista (SPS), el Partido Radical (SRS), Dosta je bilo (DJB), y el Partido Demócrata (DS).
El sistema electoral está basado en el sufragio universal, y la mayoría de edad está establecida en 18 años.

### Estatus de Kosovo

Mapa de Kosovo, la provincia serbia que proclamó su independencia en 2008.

La provincia serbia de Kosovo y Metohija, tras una serie de conflictos, fue administrada por la Misión de Administración Provisional de las Naciones Unidas en Kosovo (UNMIK) hasta que, el 17 de febrero de 2008 proclamó unilateralmente su independencia. El Gobierno serbio en pleno, con su presidente Boris Tadic y su primer ministro Vojislav Kostunica, anunció que se trataba de una violación del derecho internacional y que nunca reconocería su independencia.
No obstante, un grupo de países, encabezados por los Estados Unidos y parte de la Unión Europea se apresuraron a reconocer la soberanía del nuevo Estado, mientras que otros, como Rusia, China, India, Brasil, España y parte de Latinoamérica expresaron su intención de no reconocer a Kosovo como Estado independiente. El 8 de octubre de 2008 la Asamblea General de Naciones Unidas aprobó una resolución a propuesta serbia para interpelar al Tribunal Internacional de Justicia si la Declaración de independencia de Kosovo fue compatible con el derecho internacional. Las delegaciones de Serbia y Kosovo presentaron sus alegaciones en La Haya durante el mes de diciembre de 2009, y el 22 de julio de 2010 el tribunal comunicó su conclusión de que la declaración de independencia no violó el derecho internacional ni la resolución 1244 del Consejo de Seguridad de las Naciones Unidas.
A finales de 2009, la situación de Kosovo se mantiene en las mismas condiciones: no es un Estado reconocido por la ONU y sigue siendo de iure una provincia serbia, aunque de facto el Gobierno serbio no tiene ninguna autoridad sobre la zona, que es administrada políticamente por el Gobierno de Kosovo, y militarmente por el contingente internacional KFOR, encargado de pacificar el territorio. No obstante, según la ONU, la situación en la zona sigue siendo de tensión e inseguridad. Tras seis meses de negociaciones auspiciadas por la UE, el 19 de abril de 2013 los Gobiernos de Serbia y la República de Kosovo alcanzaron un acuerdo para el establecimiento de relaciones entre ambos.

### Fuerzas armadas

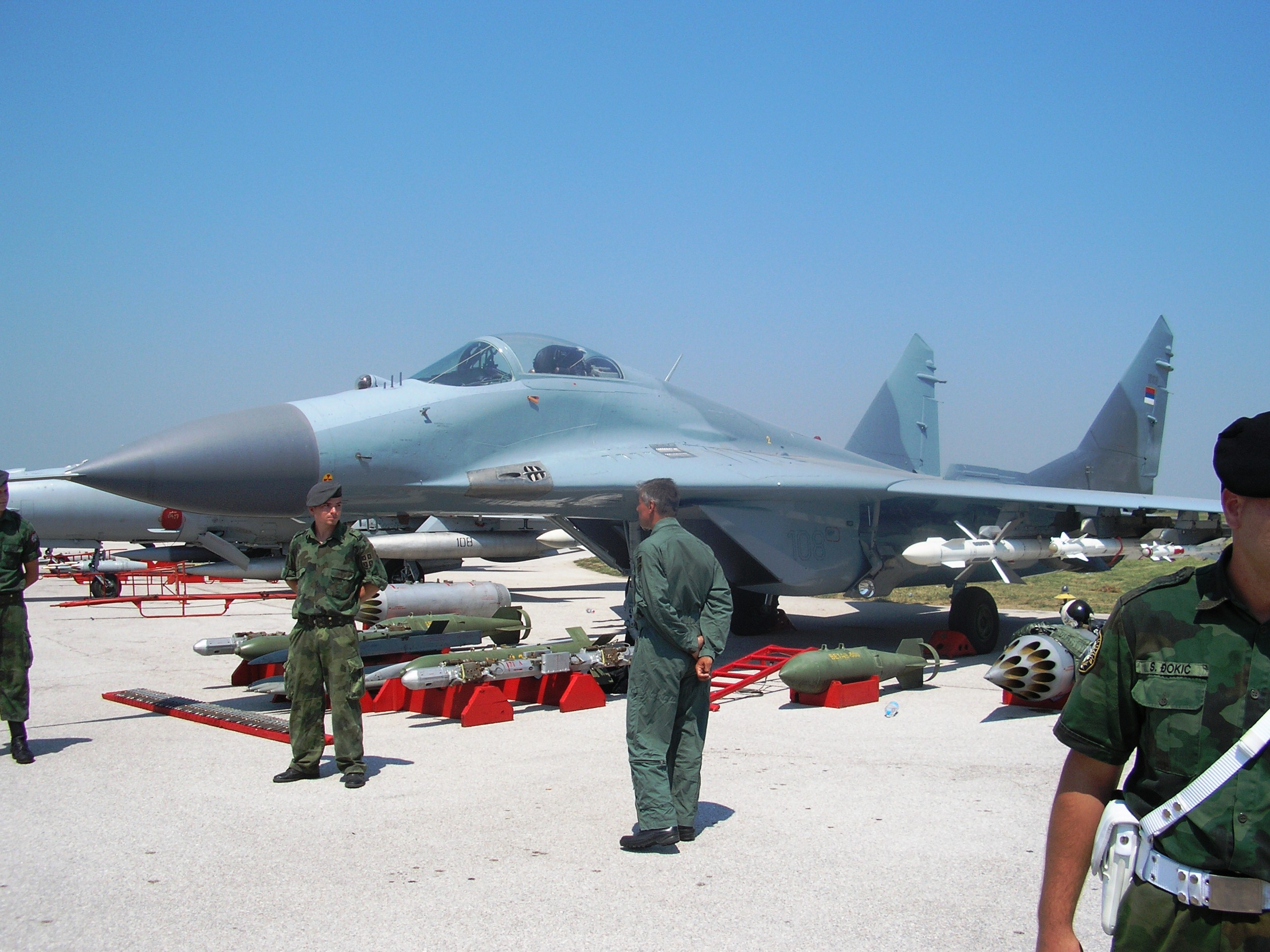
Un MiG-29, el avión de combate estrella de la Fuerza Aérea Serbia, en la Base Aérea de Batajnica.

Las Fuerzas Armadas están subordinadas al Ministerio de Defensa, y están divididas en Ejército de Tierra, Fuerza Aérea y Comandos de Formación. Como país sin litoral, Serbia no tiene armada, aunque opera una flotilla de ríos como servicio independiente. Constitucionalmente, el comandante de las Fuerzas Armadas es el presidente de Serbia.
Las guerras y crisis de la década de 1990 han empobrecido considerablemente el ejército, que desde entonces ha sufrido la falta de financiación y bajas tasas de alistamiento. En 2006, cuando se produjo la separación de Serbia y Montenegro, las fuerzas armadas de la federación contaban con 65 700 efectivos, mientras que en 2009 su número se había reducido a 30 000. Los gastos militares se redujeron de alrededor del 5 % del PIB a finales de 1990, a un escaso 2,1 % en 2009. El gobierno tiene previstas profundas reformas y una completa profesionalización, pero la falta de fondos ha ralentizado el proceso. El servicio militar de 6 meses sigue siendo obligatorio, pero un gran número de reclutas se acogen a la objeción de conciencia, pudiendo servir 9 meses en prestaciones sociales.
Serbia participa en el programa Asociación para la Paz, pero por el momento no ha mostrado intención de una plena integración en la OTAN, debido a un importante rechazo social, en gran medida derivado de los bombardeos a que sometió la Alianza en 1999 a Yugoslavia. El país también ha suscrito el Pacto de Estabilidad para el Sudeste de Europa y el Tratado antiminas de Ottawa, y participa en misiones de mantenimiento de paz de la ONU en República Democrática del Congo, Costa de Marfil, Liberia y Chad.

### Relaciones internacionales

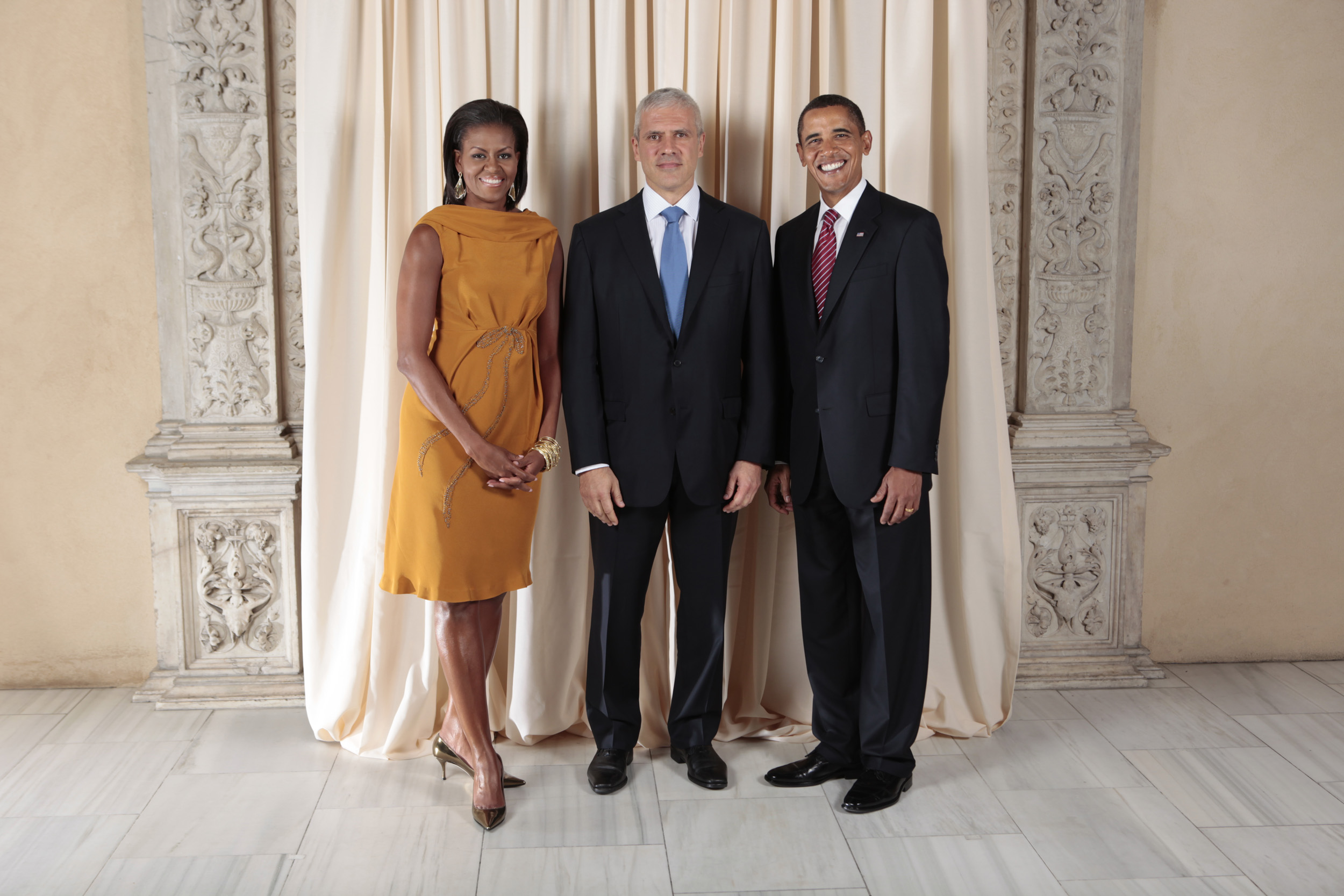
La normalización de las relaciones internacionales fue uno de los objetivos prioritarios del presidente Boris Tadić. En la imagen aparece con el presidente estadounidense Barack Obama y la esposa de este, Michelle.

Serbia es miembro de las principales organizaciones internacionales, como la ONU, el Consejo de Europa, la OSCE, Interpol, Banco Mundial, Asociación para la Paz, Pacto de Estabilidad para el Sudeste de Europa, UNCTAD, UNESCO, UNHCR, UNIDO, UNMIL, UNOCI, Organización Mundial del Turismo, Unión Postal Universal, Confederación Mundial del Trabajo, Organización Mundial de Aduanas, Organización Meteorológica Mundial y Organización Mundial de la Salud.
Asimismo, ha expresado su intención de ingresar en la Unión Europea. Serbia acometió el paso previo para solicitar su adhesión, el Acuerdo de Estabilización y Asociación (SAA) en 2007. Entonces, recibió el veto de Países Bajos, que se negó a la firma, poniendo como condición la entrega al Tribunal Penal Internacional para la ex Yugoslavia, por parte de las autoridades serbias, de criminales de guerra de las Guerras yugoslavas que presuntamente se ocultaban en territorio serbio. La firma del acuerdo se produjo, finalmente, el 29 de abril de 2008 en Bruselas. El gobierno serbio se comprometió a colaborar con el tribunal, y en este marco, se produjo la captura y entrega de Stojan Župljanin y, sobre todo, de Radovan Karadžić en junio de 2008, uno de los fugitivos más buscados por la justicia internacional. A pesar de esta colaboración, La Haya siguió reclamando a Belgrado la captura de Goran Hadžić y Ratko Mladić, los últimos prófugos del tribunal, que se suponía que se ocultaban en territorio serbio. No obstante, en noviembre de 2009 el ministro serbio de Asuntos Exteriores, Vuk Jeremić, afirmó que Serbia presentaría su candidatura de acceso a la UE antes de fin de año, y el 22 de diciembre de 2009, el presidente Boris Tadić presentó oficialmente la solicitud de ingreso del país en la unión. Tadić marcó además un año, 2014, como objetivo inicial de ingreso, aunque el comisario europeo Olli Rehn advirtió que el plazo podría alargarse hasta los diez años.
La candidatura cumplió con una de sus principales condiciones cuando el presidente serbio anunció, el 26 de mayo de 2011, la captura de Ratko Mladić y su proceso de extradición a La Haya. El 20 de julio, cumplió también con la captura de Goran Hadžić.

### Derechos humanos
En materia de derechos humanos, respecto a la pertenencia a los siete organismos de la Carta Internacional de Derechos Humanos, que incluyen al Comité de Derechos Humanos (HRC), Serbia ha firmado o ratificado:
| Serbia | Tratados internacionales    | Tratados internacionales | Tratados internacionales    | Tratados internacionales    | Tratados internacionales | Tratados internacionales | Tratados internacionales | Tratados internacionales | Tratados internacionales | Tratados internacionales    | Tratados internacionales | Tratados internacionales    | Tratados internacionales | Tratados internacionales | Tratados internacionales | Tratados internacionales  | Tratados internacionales | Tratados internacionales |
| --- | --------------------------- | ------------------------ | --------------------------- | --------------------------- | ------------------------ | ------------------------ | ------------------------ | ------------------------ | --- | --------------------------- | ------------------------ | --------------------------- | ------------------------ | ------------------------ | ------------------------ | ------------------------- | ------------------------ | ------------------------ |
| Serbia | CESCR                       | CESCR                    | CCPR                        | CCPR                        | CCPR                     | CERD                     | CED                      | CEDAW                    | CEDAW | CAT                         | CAT                      | CRC                         | CRC                      | CRC                      | CRC                      | MWC                       | CRPD                     | CRPD                     |
| Serbia | CESCR                       | CESCR-OP                 | CCPR                        | CCPR-OP1                    | CCPR-OP2-DP              | CERD                     | CED                      | CEDAW                    | CEDAW-OP | CAT                         | CAT-OP                   | CRC                         | CRC-OP-AC                | CRC-OP-SC                | CRC-OP-CP                | MWC                       | CRPD                     | CRPD-OP                  |
| Pertenencia | Firmado pero no ratificado. | Firmado y ratificado.    | Firmado pero no ratificado. | Firmado pero no ratificado. | Firmado y ratificado.    | Firmado y ratificado.    | Firmado y ratificado.    | Firmado y ratificado.    | Serbia ha reconocido la competencia de recibir y procesar comunicaciones individuales por parte de los órganos competentes. | Firmado pero no ratificado. | Firmado y ratificado.    | Firmado pero no ratificado. | Firmado y ratificado.    | Firmado y ratificado.    | Sin información.         | Ni firmado ni ratificado. | Firmado y ratificado.    | Firmado y ratificado.    |
| Firmado y ratificado, firmado, pero no ratificado, ni firmado ni ratificado, sin información, ha accedido a firmar y ratificar el órgano en cuestión, pero también reconoce la competencia de recibir y procesar comunicaciones individuales por parte de los órganos competentes. |                             |                          |                             |                             |                          |                          |                          |                          | |                             |                          |                             |                          |                          |                          |                           |                          |                          |

## Demografía

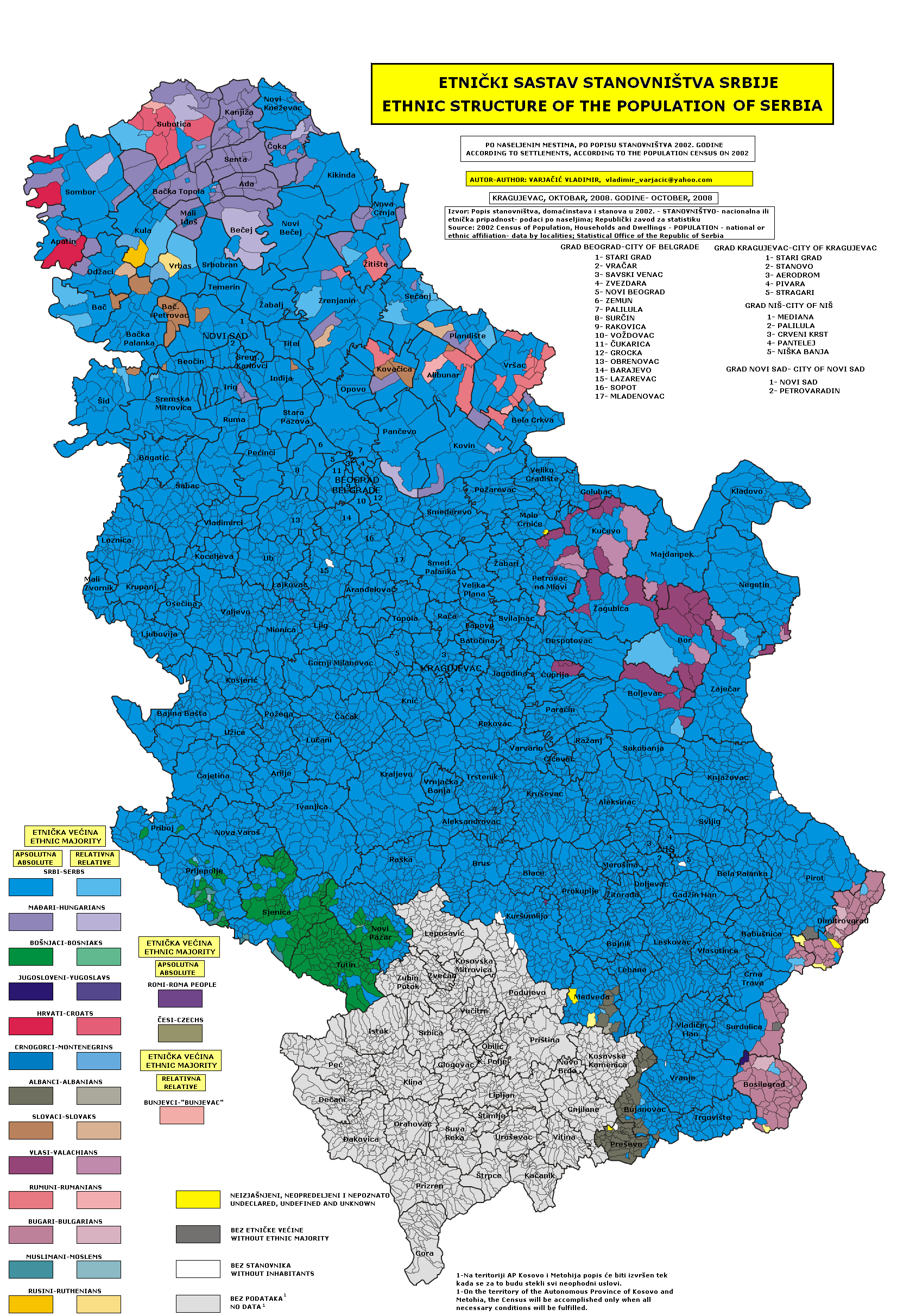
Mapa étnico de Serbia según el censo de 2002:
serbios
húngaros
bosniacos
croatas
albaneses
eslovacos
sin datos

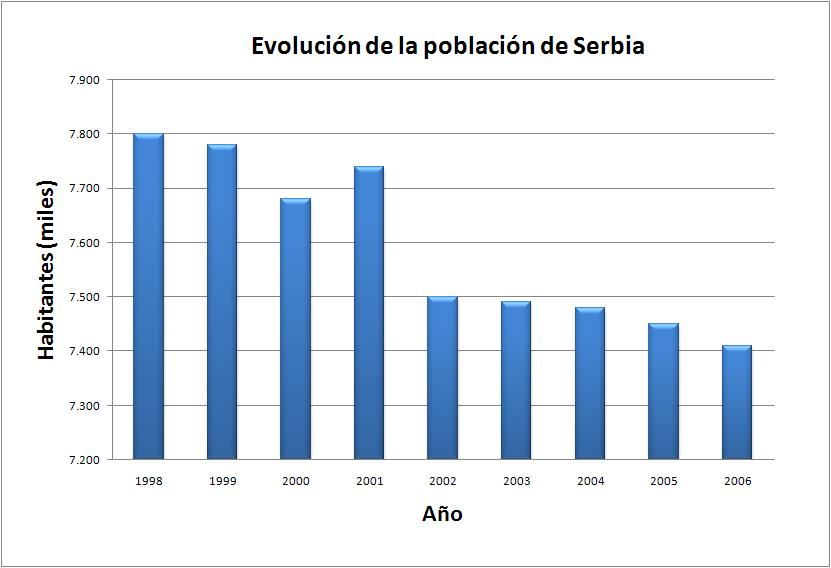
Evolución demográfica de Serbia entre 1998 y 2006. Fuente: Oficina de Estadísticas de la República de Serbia. A partir del censo de 2002 no se incluyó a la población de Kosovo.

Los datos de población de Serbia son muy variables debido a los últimos acontecimientos ocurridos en la antigua Yugoslavia, que arrojan un importante censo de población flotante formada, sobre todo, por refugiados de otras exrepúblicas que se desplazaron a territorio serbio y no constan en ningún censo. Durante la Guerra de Kosovo se produjo una avalancha de refugiados serbios (denunciada por ACNUR) que abandonaron territorio kosovar y se instalaron en Serbia. Estos refugiados (se calcula que doscientos mil, aunque el Gobierno serbio cree que son muchos más) no figuran en ningún censo, ya que el último censo oficial fue realizado en 2002, y en el mismo no se incluyeron datos de Kosovo. El próximo será realizado en 2010.
Según las fuentes, el número de desplazados y refugiados en territorio serbio oscila entre los 350 000 y los 800 000. El Comisionado Serbio para Refugiados, en colaboración con ACNUR, elaboró un censo según el cual el 63 % de este colectivo procedía de los enclaves serbios de Krajina y Eslavonia, en Croacia, y el 36 % de la actual Federación de Bosnia y Herzegovina. Este contingente vive en campos de refugiados distribuidos por el país y, en algunos casos, con familiares.
Según los datos del último censo, la población de Serbia era la siguiente (2002):
- Serbia Central: 5 466 009 habitantes.
- Voivodina: 2 031 992 habitantes.
  - República de Serbia (sin Kosovo): 7 498 001 habitantes

Según los datos del The World Factbook publicado por la CIA en 2009, los datos relativos a Serbia y Kosovo son los siguientes (estimaciones de 2009):
- República de Serbia (sin Kosovo): 7 379 339 habitantes
- Kosovo: 1 804 838 habitantes
  - Serbia + Kosovo: 9 184 177 habitantes

Un cálculo de Brad Travel Guides otorga a Serbia (incluyendo a Kosovo) 10 150 265 habitantes en 2007.
Por edades, el 15,4 % de la población tiene entre 0 y 14 años, el 67,8 % entre 15 y 64 y el 16,8 % tienen 65 años o más.
Además, según cálculos, hay cerca de 2 millones de serbios en otras antiguas repúblicas yugoslavas (1,7 millones de ellos en Bosnia y Herzegovina). El 32 % de la población total de Montenegro (620 145 habitantes) se declaran serbios.

### Ciudades más habitadas
Según los datos del censo de 2002, las 20 ciudades más habitadas de Serbia, sin incluir Kosovo, son las siguientes (población del municipio):
La ciudad más poblada de Kosovo es su capital, Pristina, con 550 000 habitantes.

### Grupos étnicos

Evolución de la tasa de crecimiento vegetativo de Serbia y Montenegro entre 1950 y 2008. Obsérvese que, a partir de los años 2000, la tasa es negativa, al superar las defunciones a los nacimientos.

Mapa de religión mayoritaria por distritos. La intensidad del color rojo marca el porcentaje de población perteneciente a la Iglesia ortodoxa serbia.

Según el censo de 2002 (en el que no se incluyen datos de Kosovo), las principales etnias que habitaban el territorio de Serbia eran las siguientes, en número de individuos:
| Etnia         | Personas  |
| ------------- | --------- |
| Serbios       | 6 212 838 |
| Húngaros      | 293 299   |
| Bosniacos     | 136 087   |
| Gitanos       | 108 193   |
| Yugoslavos    | 80 721    |
| Croatas       | 70 602    |
| Montenegrinos | 69 049    |

### Religión
Serbia es un Estado multiconfesional. La religión mayoritaria del país (sin incluir Kosovo) es la ortodoxa serbia, profesada por un 85 % de sus habitantes. Aunque instaurada en 1219, la Iglesia ortodoxa serbia fue reconocida en 1922 por el Patriarcado Ecuménico de Constantinopla. Su máxima autoridad es el patriarca de Serbia, cuyo título completo es Arzobispo de Peć, Metropolita de Belgrado y Karlovci, y Patriarca de los serbios. El cargo es ocupado, desde octubre de 2010, por Ireneo I, que sustituyó al fallecido Pablo II.

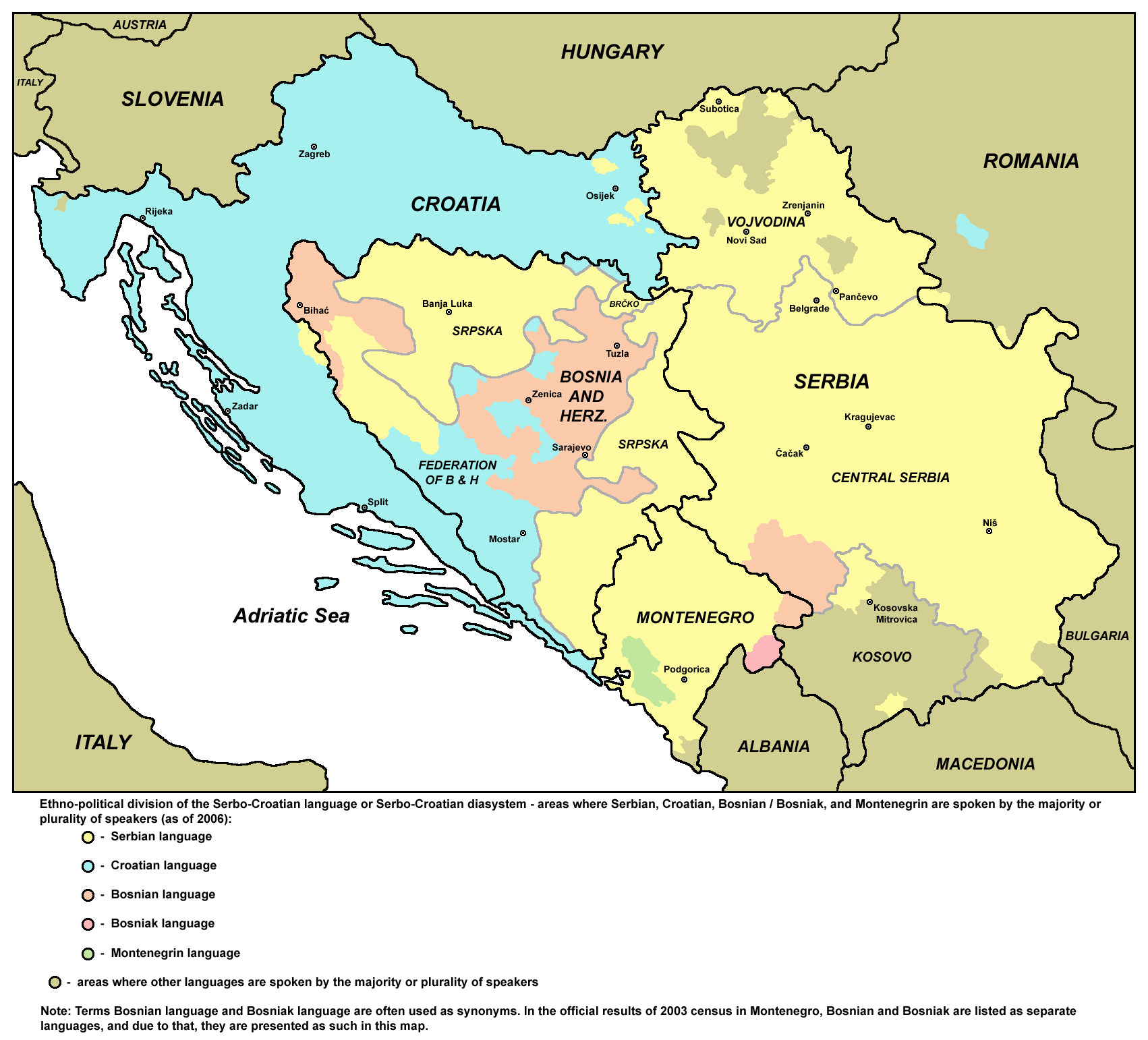
En color amarillo, las áreas donde el serbio es mayoritario o tiene un número significativo de hablantes.

Aparte de los ortodoxos, existe un 5,5 % de católicos, el 1,1 % son protestantes, el 3,2 % musulmanes, y el 5,2 % ateos, de religión desconocida y otras. Las minorías eslovaca y alemana de Voivodina son las que profesan el protestantismo, mientras que el islam es la religión de las minorías bosnia y albanesa. En Kosovo, aproximadamente el 90 % de la población son musulmanes.

### Idioma
El idioma oficial del país es el serbio, que es hablado por el 88,3 % de la población. Un 3,8 % habla húngaro, y el 1,8 % romaní. En Voivodina son cooficiales el rumano, húngaro, eslovaco, ucraniano y croata Estos datos no incluyen a Kosovo, donde son cooficiales el serbio y el albanés, que es hablado por un 90 % de la población.
El serbio es una lengua eslava meridional, y su sistema de escritura admite el alfabeto latino y el cirílico. Sus principales dialectos son el štokavski y el torlački, y es oficial en Serbia y Bosnia y Herzegovina; se calcula que lo hablan unos 12 millones de personas. También es hablado por minorías en Croacia, Macedonia del Norte, Rumania, Montenegro y Hungría.

## Economía

### Moneda

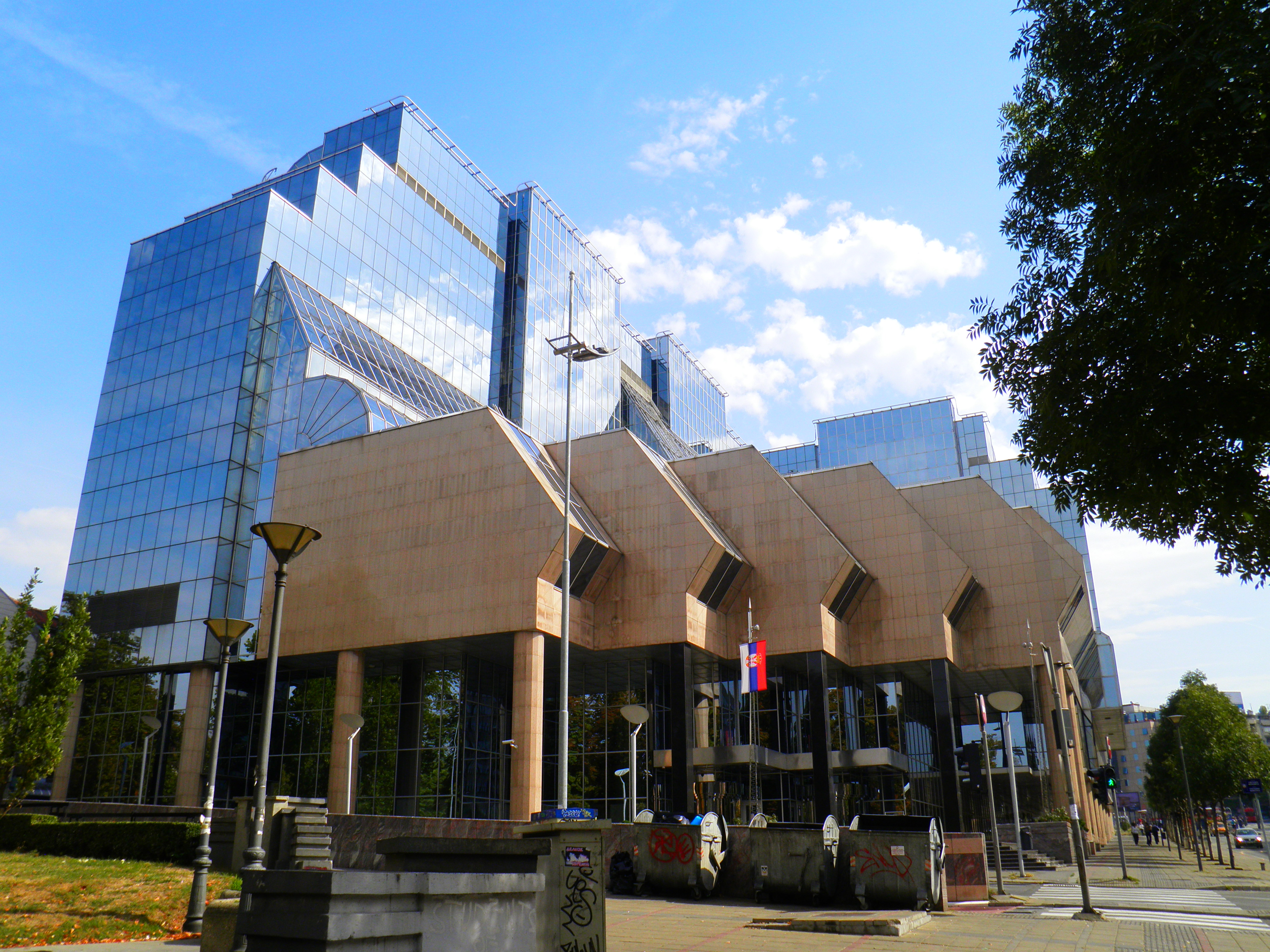
Edificio del Banco Nacional de Serbia, en Belgrado.

La moneda oficial de serbia es el dinar serbio (código ISO: RSD), que se divide en 100 para, y que fue adoptado en 2003 para sustituir al dinar yugoslavo. Su cotización, en febrero de 2011 es de 1€ = 103,20 RSD.
El Banco Central del país es el Banco Nacional de Serbia, cuyas funciones son la determinación y aplicación de la política monetaria, el manejo de las reservas de divisas, la emisión de billetes y monedas, y el mantenimiento de los sistemas financieros.
Desde 2002, en Kosovo se utiliza el euro como moneda oficial, declarada por UNMIK.

### Datos económicos

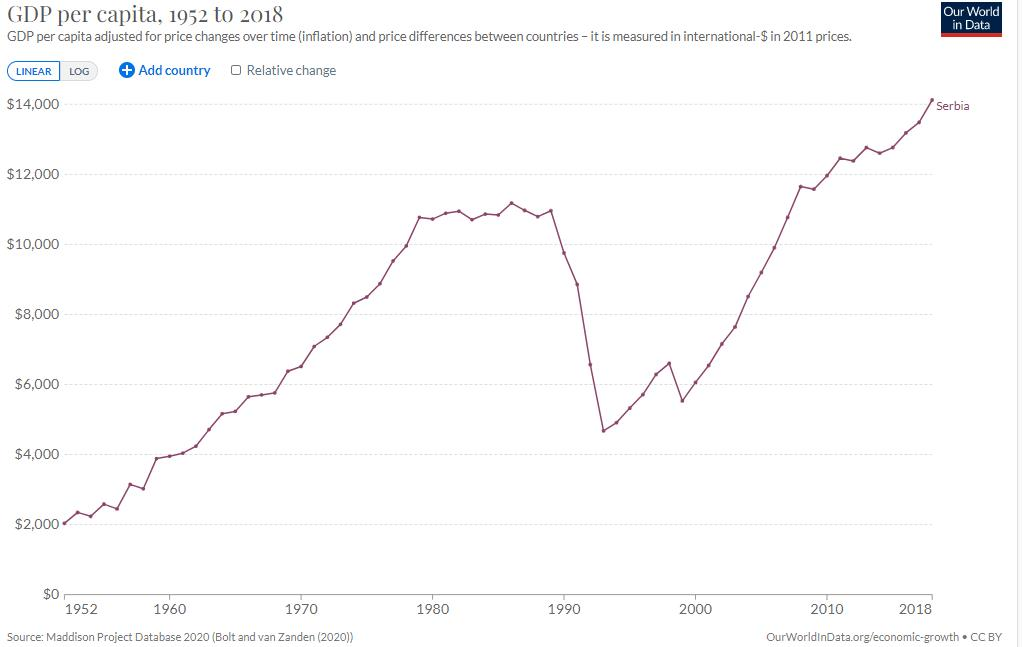
Evolución del PIB por habitante de Serbia entre 1952 y 2018.

Con una PPA para 2008 estimada en 79.662 millones de dólares, y una renta per cápita de 10.792 $, la economía serbia es considerada por el Banco Mundial de un nivel medio-alto. La IED (Inversión extranjera directa) en 2006 fue de 5.850 millones de dólares. La IED en 2007 descendió a 4200 millones, mientras que el PIB real per cápita estaba previsto que alcanzara los 6.781 $ en 2009. La tasa de crecimiento del PIB mostró un aumento del 6,3 % en 2005, y un 5,8 % en 2006, alcanzando el 7,5 % en 2007 y el 8,7 % en 2008, mostrándose la economía de más rápido crecimiento en la región. Según datos de Eurostat, el PIB serbio per cápita se situó en el 37 % de la media de la Unión Europea en 2008.
Al comienzo de la transición económica, en 1989, el Gobierno yugoslavo atisbó unas perspectivas económicas favorables. Pero las sanciones económicas de 1992 a 1995, así como los daños sufridos por la industria durante la guerra de Kosovo devastaron la economía serbia. Los daños causados por los bombardeos se valoraron en más de treinta mil millones de dólares, y la producción industrial cayó un 70 %. Las pérdidas del mercado de la antigua Yugoslavia y del COMECON también tuvieron un impacto fatal sobre las exportaciones.
Tras el derrocamiento de Slobodan Milošević en octubre de 2000, el país experimentó un mayor crecimiento económico, y preparó su ingreso en la Unión Europea, su socio comercial más importante.
La recuperación de la economía todavía se enfrenta a muchos problemas, entre los cuales se sitúan como los más importantes un desempleo del 16-18 %, el alto déficit de la balanza comercial (exportaciones: 8800 millones de dólares; importaciones: 18 300), y una considerable deuda externa de 26 240 millones de $ (la deuda pública alcanzó en 2007 el 37 % del PIB). Las previsiones del Gobierno esperan algunos impulsos económicos importantes y mayores tasas de crecimiento en los próximos años, siguiendo en la línea ascendente de los tres últimos, que promediaron un 6,6 %.

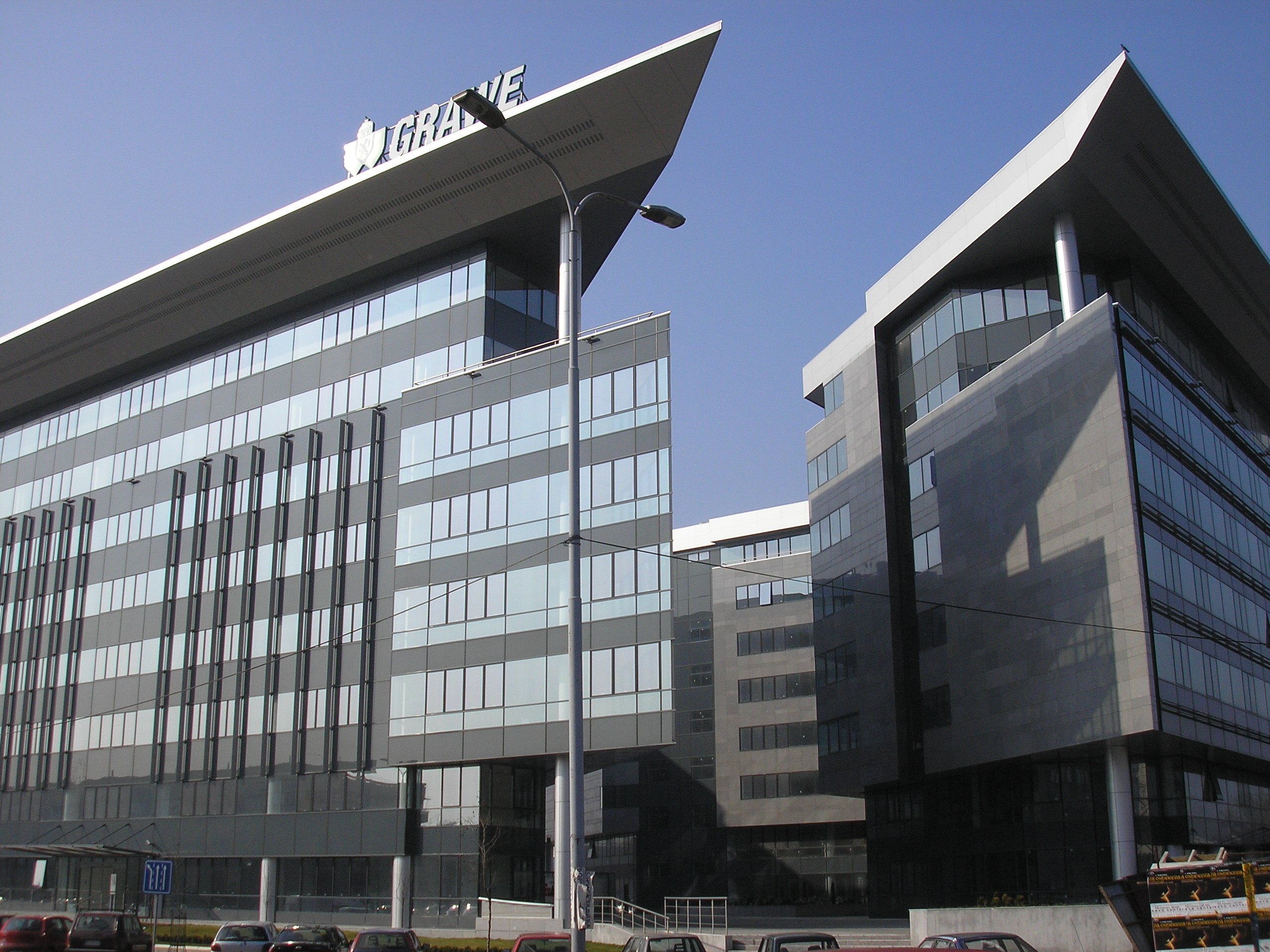
Edificios de negocios en Novi Beograd.

Además de su acuerdo de libre comercio con la UE como miembro asociado, Serbia es el único país europeo fuera de la antigua Unión Soviética, que tiene acuerdos de libre comercio con la Federación de Rusia y, más recientemente, también con Bielorrusia. Además de estos favorables acuerdos económicos, el Gobierno tiene previsto suscribir importantes acuerdos con Turquía e Irán. De esta manera Serbia espera crear una economía orientada a la exportación.
Las principales empresas con inversiones en Serbia son: U.S. Steel, Philip Morris, Microsoft, Grupo Fiat, Coca-Cola, Lafarge, Siemens, Carlsberg y otras menores. En el campo de la energía, las mayores inversiones corren a cargo de las multinacionales rusas Lukoil y Gazprom. El sector bancario ha atraído inversiones de Banca Intesa (Italia), Crédit Agricole y Société Générale (Francia), HVB Bank (Alemania), Erste Bank (Austria), Eurobank EFG y Piraeus Bank (Grecia), y otros. En el sector comercial, los mayores inversores extranjeros son Intermarché de Francia, la alemana Metro Cash & Carry, la griega Veropoulos, y Mercator, de Eslovenia.
Las inversiones extranjeras en el país está previsto que sigan creciendo, gracias a su política fiscal, dirigida a favorecer la implantación de compañías foráneas y a la captación de capitales. Así, en 2009, el Fondo Monetario Internacional y el Banco Mundial acordaron la concesión de préstamos de 402,5 y 34,9 millones de euros, respectivamente, para reactivar su economía. La inversión extranjera en Serbia fue de 1.596 millones de euros en 2008, de los que se vieron muy beneficiados el sector financiero (47 %); inmobiliario (22,4 %); industria de transformación (21,4 %) y comercio (15,5 %). Los países que realizaron mayor inversión fueron Países Bajos, Italia, Austria, Croacia, Suiza, Eslovenia, Alemania y Francia.
La tasa de desempleo de 2007 fue del 18,8 %.

### Industria

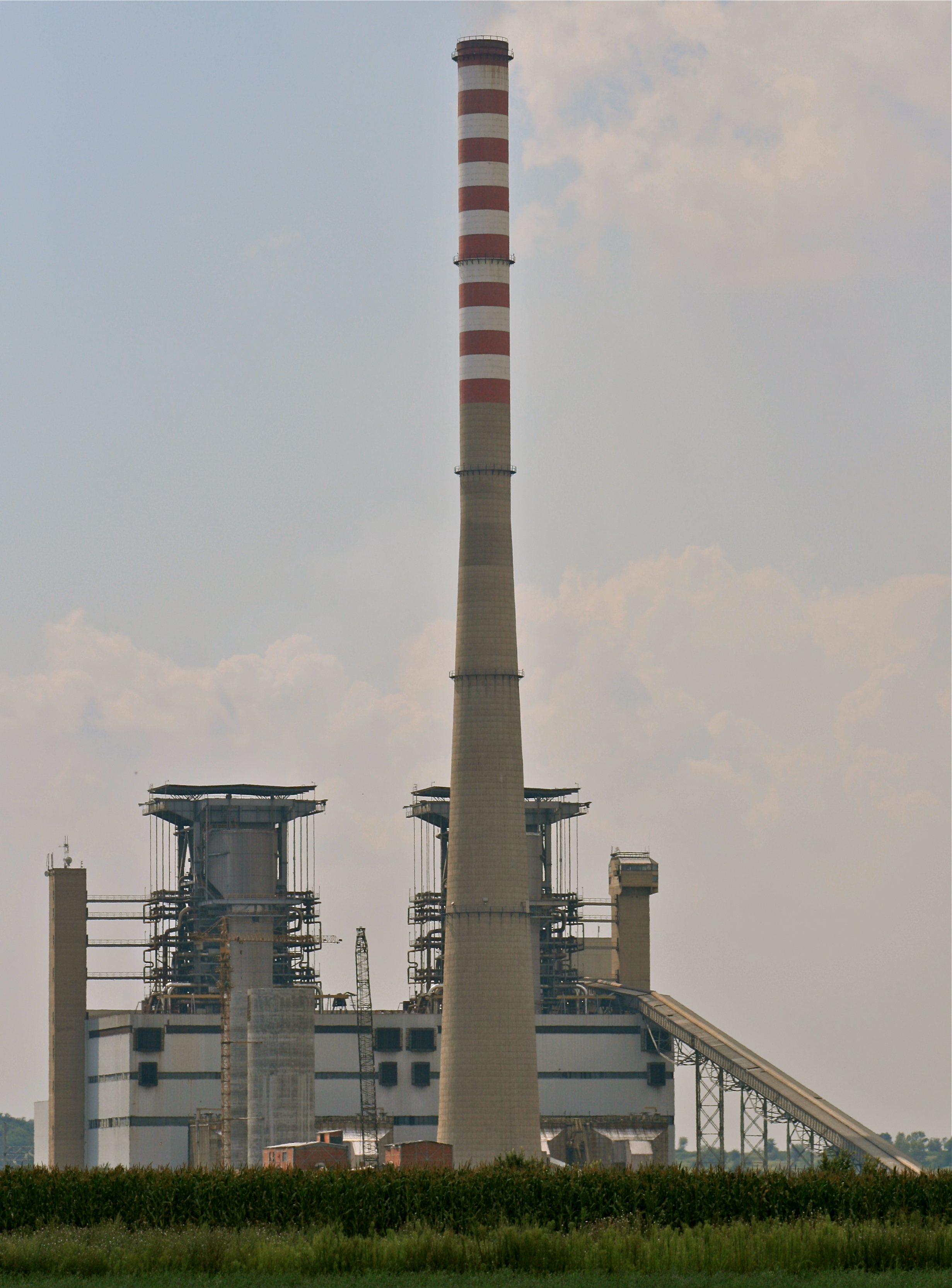
Central térmica de carbón de Kostolac.

Dos actividades industriales importantes del país son las relacionadas con la minería y la generación de energía eléctrica. Serbia tiene abundantes recursos minerales, que incluyen minas de carbón, plomo, cobre, zinc, plata y oro. La producción eléctrica se basa en las numerosas centrales hidroeléctricas en el curso de los ríos Danubio, Drina, Vlasina y Lim, así como en las centrales térmicas, situándose las principales en Obrenovac, Kostolac y Obilic. En 2004, la producción de energía eléctrica fue de 33,87 billones de kWh. A pesar de ello, el país sigue teniendo un importante déficit eléctrico, y se ve obligado a importar gran parte de la electricidad que consume. Por ello, el Gobierno ha expresado la necesidad de construir nuevas centrales eléctricas.
También tienen importancia la industria alimentaria y la textil, además de las dedicadas al procesamiento de metales y la fabricación de automóviles. Existen también factorías de fabricación de maquinaria agrícola, electrodomésticos, productos petroquímicos y productos farmacéuticos. La industria agrícola ha recibido un impulso importante con el establecimiento de factorías de producción de fertilizantes minerales.
Las principales empresas nacionales son Naftna Industrija Srbije, líder de la industria petrolífera, y Elektroprivreda Srbije, dedicada a la producción de electricidad y a la minería.

### Agricultura y ganadería

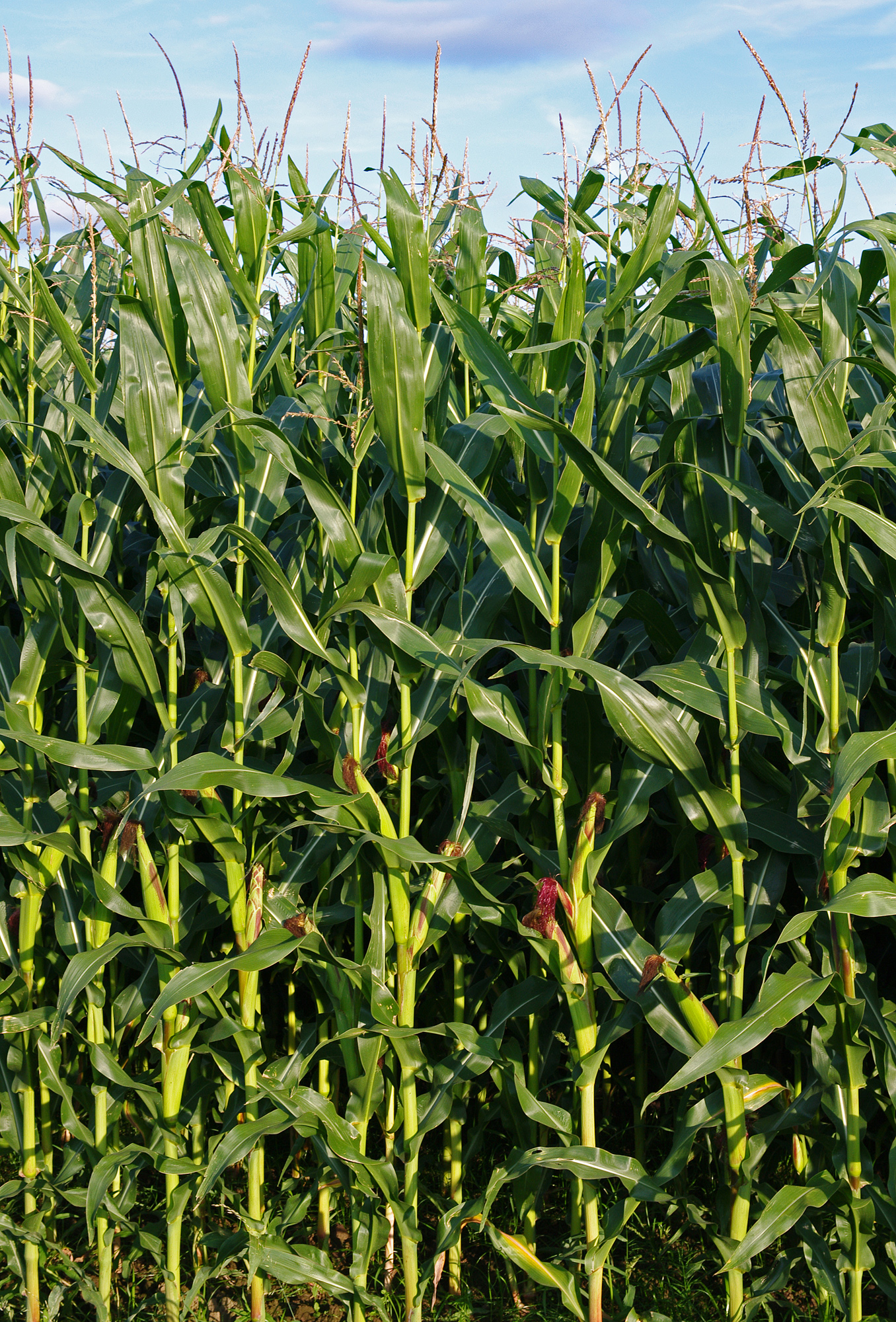
Plantación de maíz, el principal cultivo agrícola de Serbia. En 2008, este producto ocupó 1 274 000 hectáreas de superficie de cultivo en el país.

La superficie cultivable de Serbia es de 4 867 000 ha, muy favorables para la agricultura debido al tipo de suelo y las condiciones climáticas. Las llanuras de Vojvodina, Kosovo, Posavina, Tamnava, Krusevac y Leskovac son las que ofrecen unas condiciones más favorables para los cultivos mecanizados y la producción de hortalizas.
Según datos del Gobierno serbio, 1 305 426 personas (el 17,3 % de la población total) se dedican a labores agrícolas o ganaderas, un sector de población que está envejeciendo rápidamente. Por actividad, un 43 % de estos se dedica a la cría de ganado, el 42 % a cultivos extensivos, el 12 % a la producción de frutas y vino, y el 3 % a otros cultivos.
La producción agrícola está dominada por el maíz (6 158 000 t/año), remolacha azucarera (2 300 000 t/a), alfalfa (1 070 000 t/a), patatas (844 000 t/a) y girasoles (454 000 t/a). Además, Serbia produce cerca de un tercio de las frambuesas del mercado mundial y es el principal exportador de fruta congelada.
La cabaña ganadera estaba compuesta, en 2008, por 3 594 000 cabezas de ganado porcino, 1 605 000 de ganado ovino, 1 057 000 de ganado vacuno y 154 000 de ganado caprino.

### Comunicaciones
El 89 % de los hogares en Serbia dispone de telefonía fija, y el número de usuarios de teléfonos móviles supera al número de la población del propio país en un 30 %, ya que existen 9,61 millones de usuarios. Por empresas, Telekom Srbija tiene 5,65 millones de usuarios, Telenor posee 3,1 millones y Vip mobile el resto. El 46,8 % de los hogares disponen de ordenador, el 27 % utiliza Internet (2,93 millones de usuarios), y el 42 % tienen televisión por cable, lo que sitúa al país por delante de algunos Estados miembros de la UE.
Los periódicos de mayor tirada en Serbia son Blic, Politika y Danas. En cuanto a los canales de televisión, las de mayor audiencia durante 2008 fueron: RTS1 (26,2 % de cuota de pantalla), RTV Pink (21,7 %), B92 (8,7 %), RTS2 (7,6 %) y FOX con un 3,7 %.

### Transporte
Terrestre

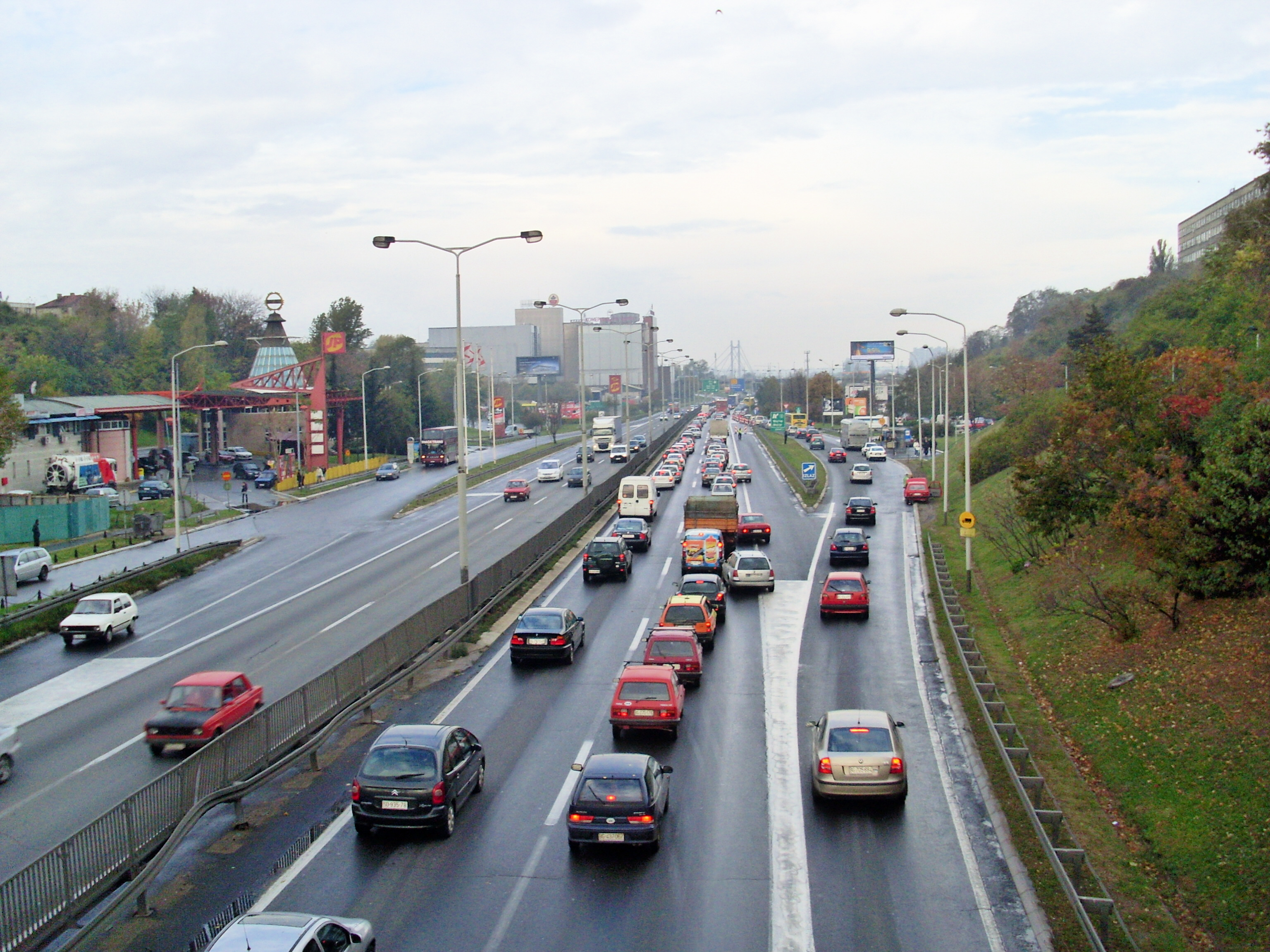
Vista de la autopista A-1 a las afueras de Belgrado en dirección a Zagreb.

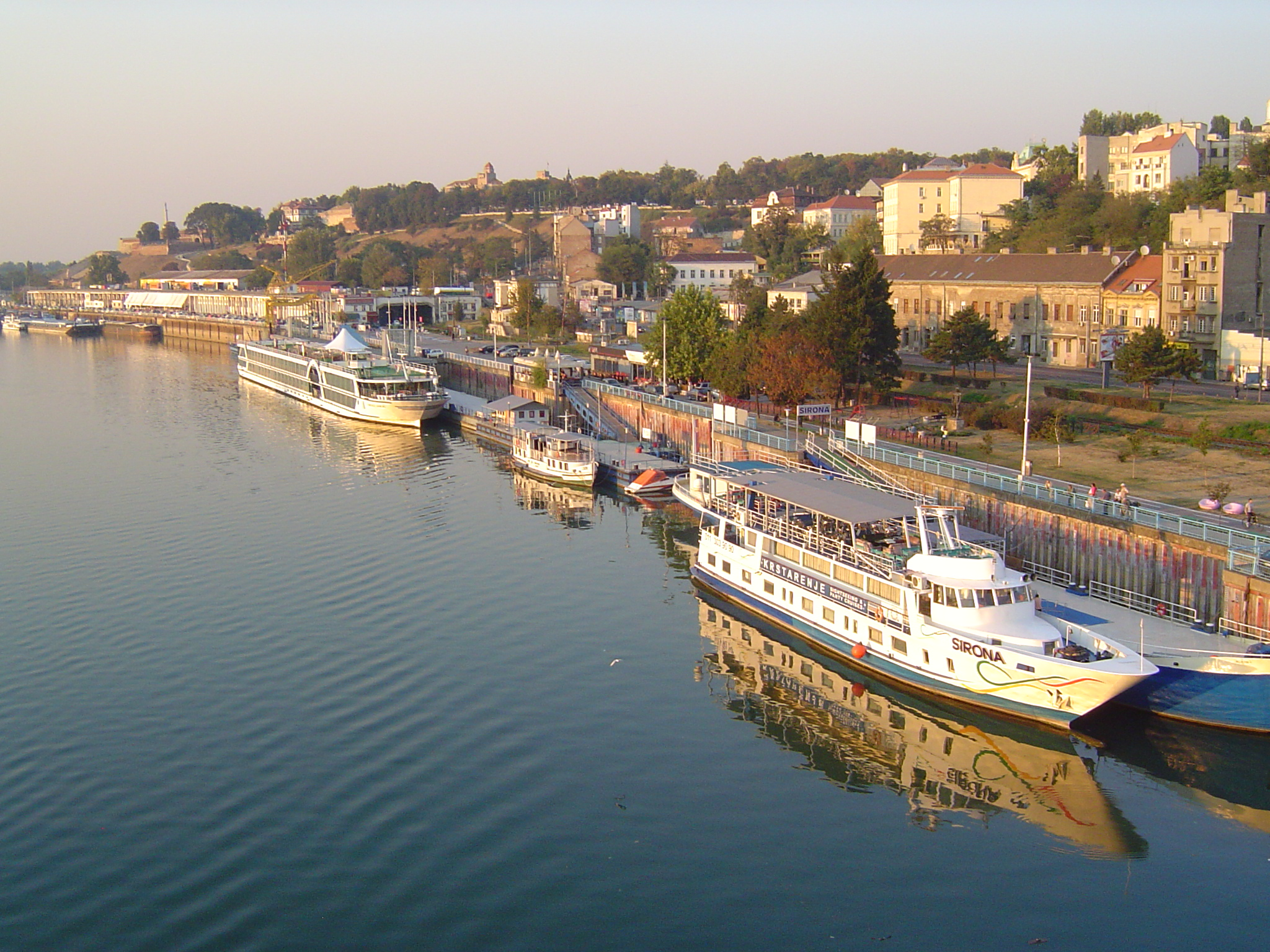
Embarcaciones de pasajeros en el puerto del río Sava, en Belgrado.

Históricamente Serbia, y particularmente el valle del Morava, ha sido considerada zona de paso entre Oriente y Occidente, lo que también ha condicionado su turbulenta historia. La ruta del valle del Morava, que evita las regiones montañosas, es la manera más fácil de viajar por tierra desde la Europa continental a Grecia y Asia Menor.
Esta zona fue pionera en los Balcanes en el establecimiento del ferrocarril: en 1858 el primer tren llegó a Vršac, entonces Austria-Hungría. En 1884, se completó el enlace entre Belgrado y Nis. La empresa pública Ferrocarriles de Serbia se encarga de los enlaces ferroviarios en todo el país, que suponen 3808 km de vía férrea, un tercio de la cual es electrificada. Las cifras de pasajeros de los ferrocarriles serbios fueron de 7 234 000 en 2003, 7 569 000 en 2004, 6 492 000 en 2005 y 6 445 000 en 2006.
Serbia también está surcada por una considerable red de carreteras, 42 692 km de asfalto y 24 860 km de hormigón. Las rutas europeas E65, E70, E75 y E80, así como la E662, E761, E762, E763, E771 y E851 pasan a través del país. La E70, al oeste de Belgrado y la mayor parte de la E75, son carreteras modernas y en buen estado. De todas formas, el estado general de las carreteras serbias es malo, por lo que existe un plan en marcha con el objetivo de su renovación. En 2007, en Serbia existían matriculados 1 476 642 automóviles, 24 897 motocicletas, 8887 autobuses, 129 877 camiones, 25 802 vehículos de transporte especial, 127 263 tractores y 26 389 tráileres.
Fluvial
El río Danubio, la conexión de Europa central con el Mar Negro, fluye a través de Serbia. También es accesible el mar del Norte a través del Canal Rin-Meno-Danubio. El río Tisza ofrece una conexión con Europa del Este, mientras que el río Sava conecta al oeste con otras ex repúblicas yugoslavas, cerca del Mar Adriático. De todas formas, el transporte fluvial en Serbia se aprovecha tan solo en un 5 % en relación con otras formas de transporte. Por ello, el Gobierno serbio acordó en 2009 un ambicioso plan para implementar este tipo de transporte, con una nueva ley de navegación y la firma de importantes acuerdos con otros países.
Aéreo
El país cuenta con 4 aeropuertos internacionales: el Belgrado-Nikola Tesla, el remozado Niš-Constantino el Grande, el Aeropuerto Internacional de Vršac y el Aeropuerto de Pristina, aunque este es gestionado por el autoproclamado Gobierno de Kosovo.
El número de pasajeros que utilizaron el avión como medio de transporte en el país fue de 1 615 000 en 2003, 1 814 000 en 2004, 1 824 000 en 2005 y 1 328 000 en 2006. El transporte de mercancías, sin embargo, se incrementó notablemente: 7417 T en 2003, 9898 en 2004, 8889 en 2005, y 9034 en 2006.
Serbia posee una de las aerolíneas más antiguas del mundo, JAT Airways, fundada el 17 de junio de 1927. Excepto la alemana Germanwings, en 2008 todavía ninguna compañía de bajo costo se había establecido en Serbia.

### Turismo
La oferta turística de Serbia se divide entre el turismo urbano, centrado en las grandes ciudades de Belgrado, Novi Sad y Niš, y el relacionado con zonas rurales (sobre todo sus monasterios) y naturaleza (áreas montañosas de Zlatibor, Kopaonik, y Tara). En 2007, visitaron Serbia 2,2 millones de turistas, con un aumento del 15 % respecto a 2006.
Turismo urbano

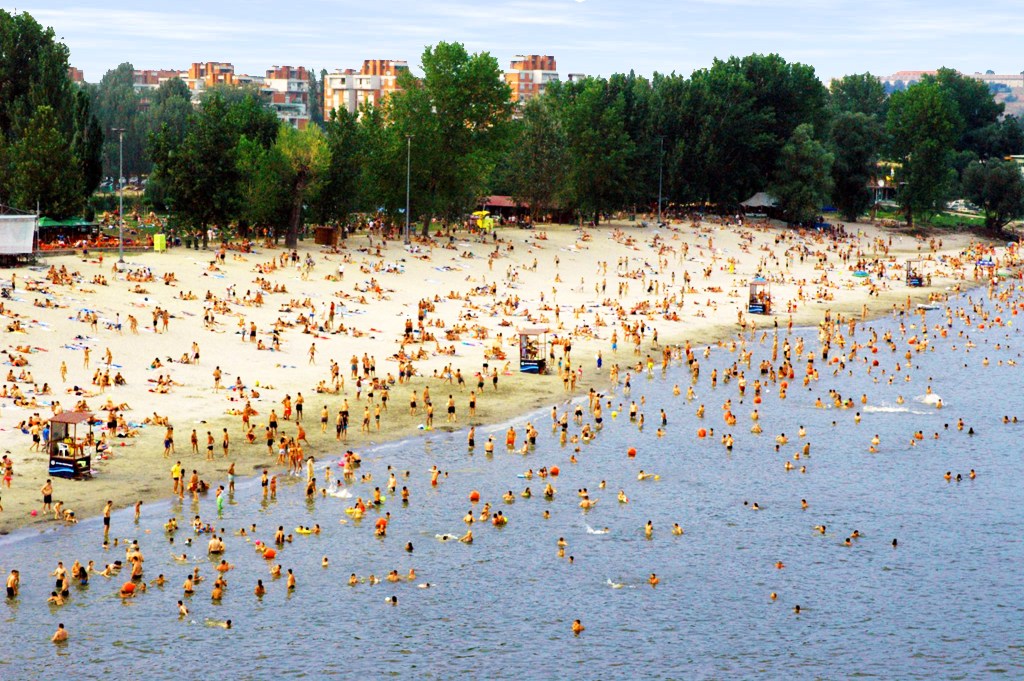
La playa fluvial de Štrand junto al Danubio, en Novi Sad, en el verano de 2006.

- Belgrado: Los barrios y edificios históricos de la capital serbia, como el Parlamento de Serbia, la catedral de San Sava, el Teatro Nacional, el parque Kalemegdan y el Museo Nacional son los más emblemáticos y visitados de la ciudad. También son muy apreciados por los visitantes los cruceros por el Danubio.[186]
- Novi Sad: La ciudad de la cultura, con edificios históricos como el Ayuntamiento, el Palacio del Obispo, la Catedral Ortodoxa y la Fortaleza de Petrovaradin. El parque nacional de Fruška Gora también está en sus inmediaciones.[187]
- Niš: Cruce de caminos europeo, sus monumentos más representativos son su fortaleza y el monumento a la liberación. En sus alrededores se encuentran el balneario Nis Spa Center y los espacios naturales del cañón de Sicevo Gorge, la reserva de Jelasnik Gorge y la cueva Cerjanska.[188]

Patrimonio de la Humanidad
Serbia cuenta con cuatro lugares declarados Patrimonio de la Humanidad por la UNESCO, son los siguientes:
| Serbia en la lista de Patrimonio de la Humanidad de la UNESCO |                                         |            | |                     |          |
| Imagen                                                        | Nombre                                  | Ubicación  | Observaciones | Año de Proclamación | Tipo     |
|                                                               | Stari Ras y Sopoćani                    | Novi Pazar | Conjunto monumental medieval | 1979                | Cultural |
|                                                               | Monasterio de Studenica                 | Kraljevo   | Monasterio ortodoxo serbio | 1986                | Cultural |
|                                                               | Monumentos medievales de Kosovo         | Kosovo     | Monasterio de Visoki Dečani, Patriarcado de Peć, Iglesia de Nuestra Señora de Ljeviš y Monasterio de Gračanica. Patrimonio en peligro. | 2006                | Cultural |
|                                                               | Palacio de Galerio, Gamzigrad-Romuliana | Zaječar    | Yacimiento romano tardío. | 2007                | Cultural |

Montaña

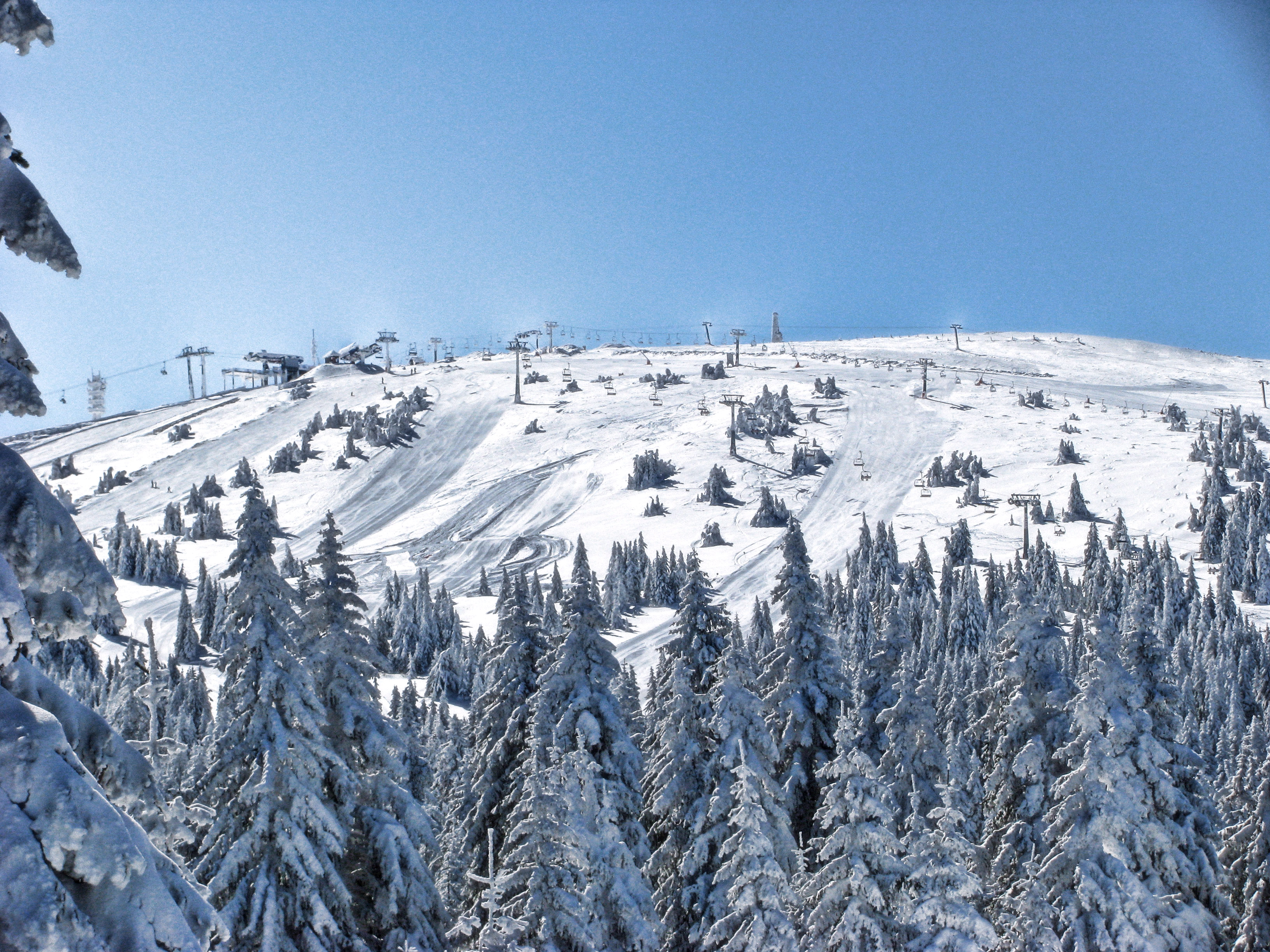
Instalaciones de esquí en Kopaonik, principal centro invernal de Serbia.

Las tres principales áreas montañosas (y las más visitadas) de Serbia son las montañas de Zlatibor, Kopaonik, y Tara. Kopaonik es el centro invernal más importante del país, y el de mejores infraestructuras para la práctica del esquí. Zlatibor, situada en el suroeste, cuenta también con una destacada estación de esquí, y Tara es destacada por sus paisajes bien preservados, aunque también dispone de instalaciones de esquí e importantes infraestructuras hoteleras.
Otros
Entre las zonas más visitadas hay que incluir las formaciones volcánicas de Đavolja varoš, las peregrinaciones por todo el país, y los cruceros a lo largo de los ríos Danubio, Sava y Tisza. Entre los festivales más importantes destacan el Festival EXIT en Novi Sad (proclamado mejor festival musical de Europa en los UK Festival Awards del Reino Unido en 2007) y el Festival de la trompeta de Guča.
También hay un importante número de balnearios, siendo uno de los más importantes Vrnjacka Banja. Otros centros termales de importancia son Soko Banja y Niska Banja.

## Cultura

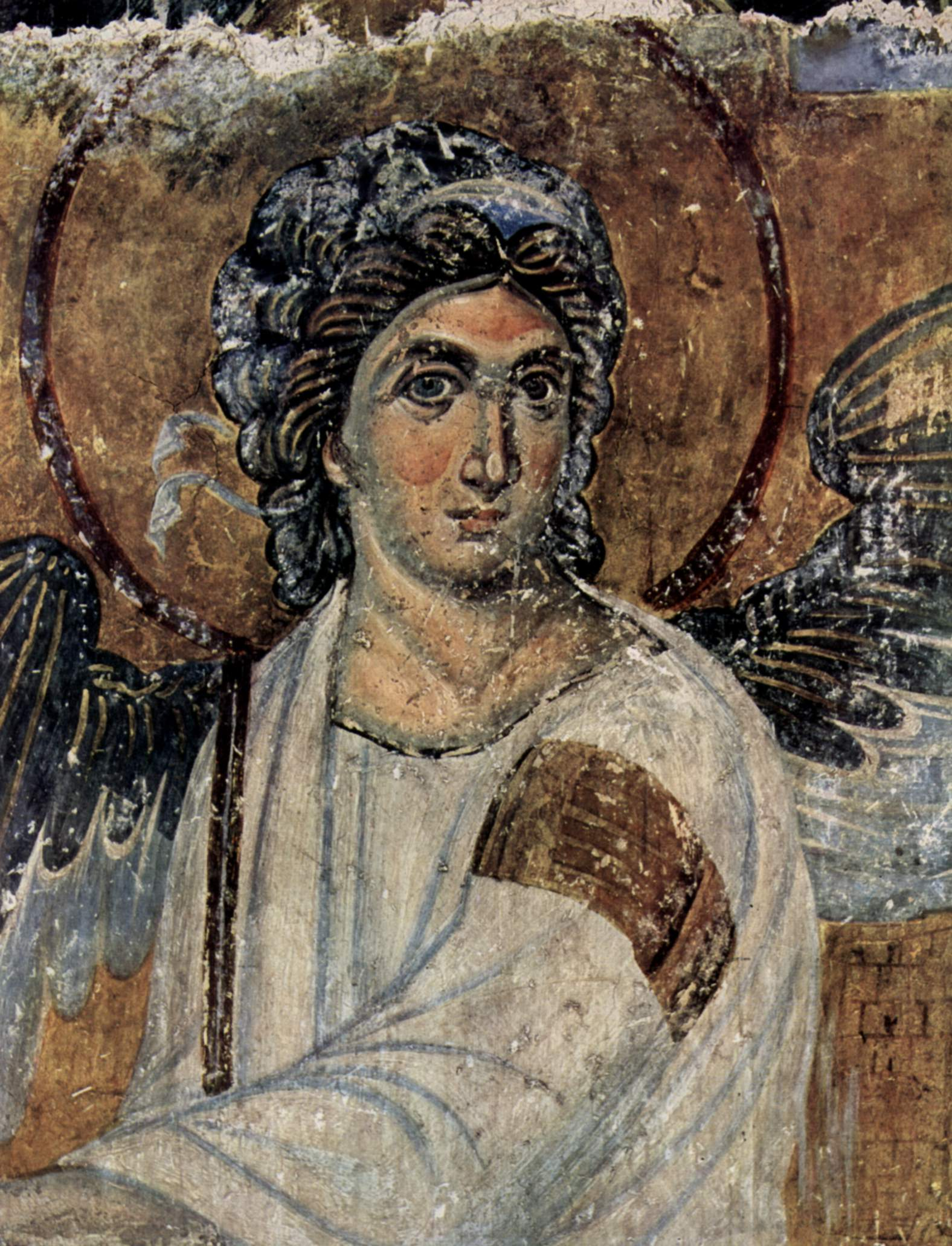
El ángel blanco, en el monasterio de Mileševa (c. 1230), período latino del Arte bizantino.

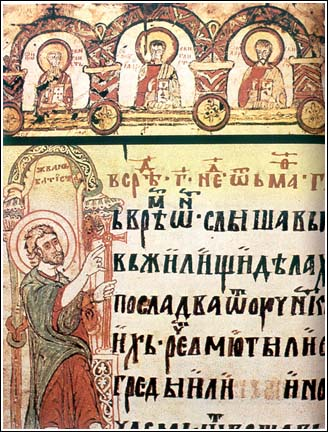
El Evangelio de Miroslav, de 1180, incluido por la UNESCO en la lista de la Memoria del Mundo.

Su situación geográfica, a caballo entre las fronteras entre Oriente y Occidente, y sus sucesivas invasiones por parte de diversos imperios, han originado fuertes contrastes entre las distintas regiones de Serbia: el norte está más ligado a Europa Occidental, y el sur inclinándose hacia los Balcanes y el mar Mediterráneo.
A pesar de estas influencias, la identidad serbia se considera bastante sólida, habiendo sido descrita como "el más occidentalizado de los pueblos ortodoxos orientales, tanto social como culturalmente" por la Enciclopedia de Historia Universal (2001).
La influencia del Imperio bizantino en la cultura Serbia fue muy profunda, debido a la introducción de la Iglesia ortodoxa de Grecia desde el siglo VII (después Iglesia ortodoxa serbia). También existen notables influencias de la época otomana y austrohúngara.

### Arte
Arquitectura
Los monasterios de Serbia, construidos en gran parte durante la Edad Media, son una de las más valiosas y visibles huellas de la asociación medieval de Serbia con Bizancio y el mundo ortodoxo, pero también con el románico de Europa Occidental, con la que Serbia estrechó vínculos en la época medieval, a través de matrimonios entre monarcas. Serbia tiene cuatro lugares designados como Patrimonio de la Humanidad por la UNESCO. (Véase sección Turismo-Patrimonio de la Humanidad)
Pintura
La pintura serbia vivió su máxima expresión entre 1850 y 1950 con Đura Jakšić (1832-1878), Petar Dobrović (1890-1942) o Nadežda Petrović (1873-1915). Pero fueron Paja Jovanović (1859-1957) y Uroš Predić (1857-1953) la élite del realismo serbio de los siglos XIX-XX. Sava Šumanović (1896-1942) fue pionero en cultivar estilos como el cubismo y el expresionismo, y Đorđe Andrejević-Kun (1904-1964) fue el pintor por excelencia de la era yugoslava.
El museo más importante del país es el Museo Nacional, fundado en 1844, que alberga una colección de más de cuatrocientos mil objetos, (incluyendo más de cinco mil seiscientas pinturas y ocho mil cuatrocientos dibujos y grabados) de los cuales muchos son considerados obras maestras. Dispone de departamentos de arqueología, arte medieval, arte postmedieval y moderno y numismática.
Literatura
La literatura de Serbia suele datarse desde el Evangelio de Miroslav, un manuscrito de 1180 incluido por la Unesco en la lista de la Memoria del Mundo.
La poesía épica serbia tuvo un destacado papel en la transmisión a diferentes generaciones de hechos bélicos históricos, como la Batalla de Kosovo (1389), que se convirtió en todo un símbolo para los ideales serbios.
Vuk Stefanović Karadžić y Đuro Daničić desempeñaron un papel fundamental en la reforma del idioma serbio moderno. Ya en el siglo XX floreció la literatura en serbio con escritores como Ivo Andrić (aunque él mismo siempre se consideró yugoslavo), Premio Nobel de Literatura en 1961, Danilo Kiš, Meša Selimović, Borislav Pekić, Milorad Pavić y Dobrica Ćosić.
Música

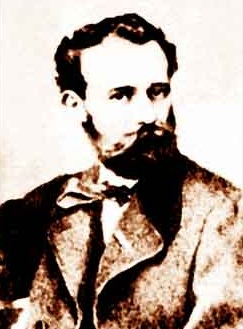
Kornelije Stanković, considerado uno de los mejores compositores serbios de la historia.

Los compositores Kornelije Stanković (1831-1865) y Stevan Mokranjac (1856-1914) son considerados habitualmente los precursores de la música sinfónica serbia. Otras figuras importantes de los siglos XIX-XX fueron Petar Konjović, Stevan Hristić y Josif Marinković.
La figura más destacada de la música serbia contemporánea es Goran Bregović, con una singular fusión de ritmos modernos con estilos populares de los Balcanes. También ha alcanzado cierta notoriedad la cantante Marija Šerifović, tras lograr la victoria para Serbia en el Festival de la Canción de Eurovisión 2007.

### Teatro y cine serbios
Teatro

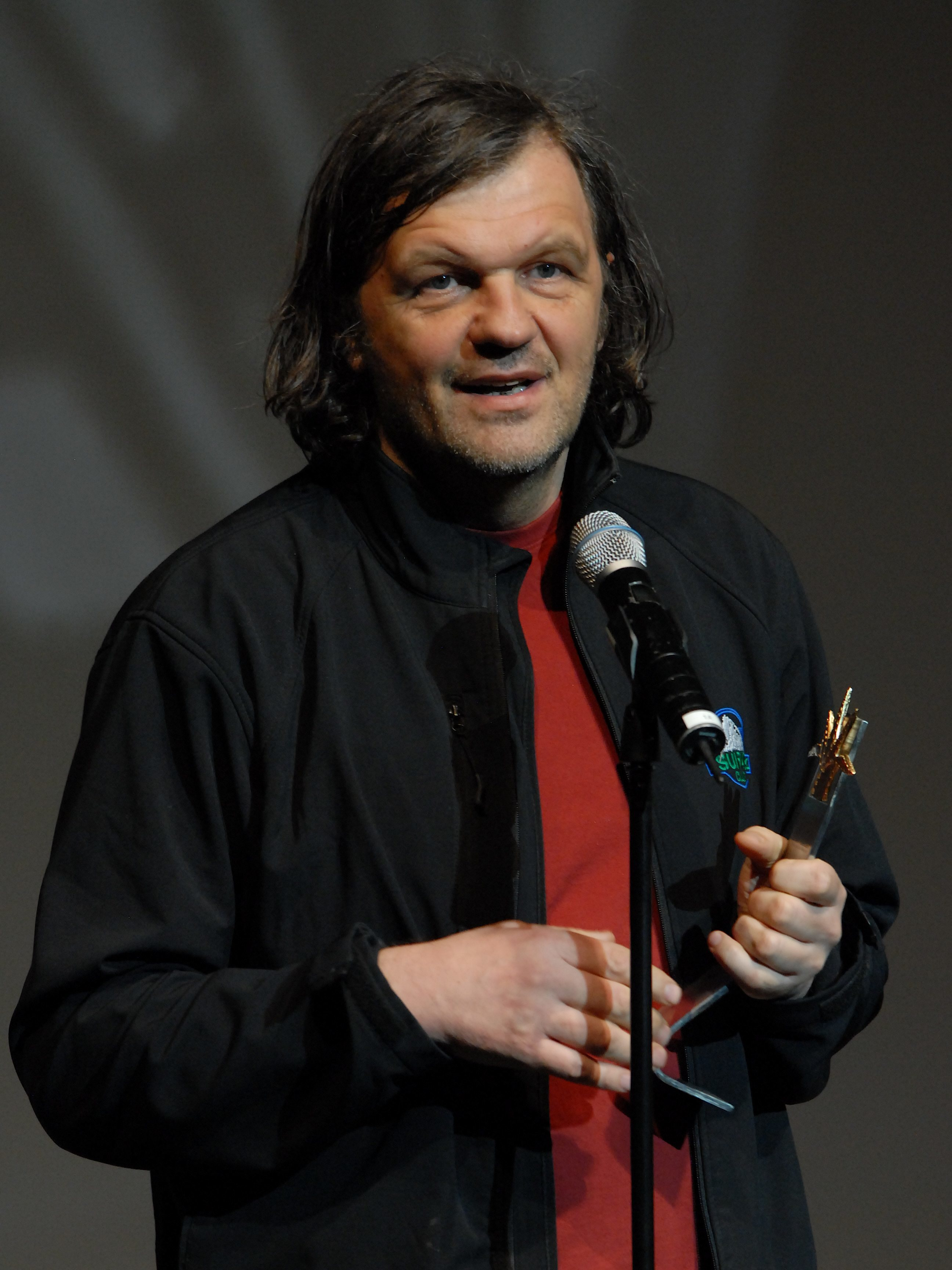
Emir Kusturica, Palma de Oro en Cannes en 1995 con Underground.

La tradición teatral serbia se materializa con el establecimiento, en 1861, del Teatro Nacional de Serbia, el más antiguo del país, en Novi Sad. A finales del siglo XIX comenzaron allí las representaciones de ópera, que se convirtieron en permanentes desde 1947. En 1868 se inauguró el Teatro Nacional de Belgrado.
El BITEF, Festival Internacional de Teatro de Belgrado, es uno de los festivales de teatro más antiguos del mundo. Fundado en 1967, se ha distinguido por mostrar siempre las últimas tendencias, por lo que se ha convertido en uno de los cinco festivales europeos más importantes. Es también una de las instituciones culturales más importantes de Serbia.
Cine
Tras la época yugoslava, el cine serbio resurgió motivado por los conflictos nacionales que desmembraron el país. En este contexto, Emir Kusturica consiguió la Palma de Oro del Festival de cine de Cannes en 1995 con Underground, una película con la que repasaba los últimos cincuenta años de historia de Yugoslavia. En 1998, Kusturica ganó el León de Plata por la dirección de Gato negro, gato blanco.
El otro gran director serbio contemporáneo es Goran Paskaljević, que ha conseguido tres veces la Espiga de Oro de la Semana Internacional de Cine de Valladolid, con las películas La otra América, Optimisti y Honeymoons.

### Ciencia y tecnología

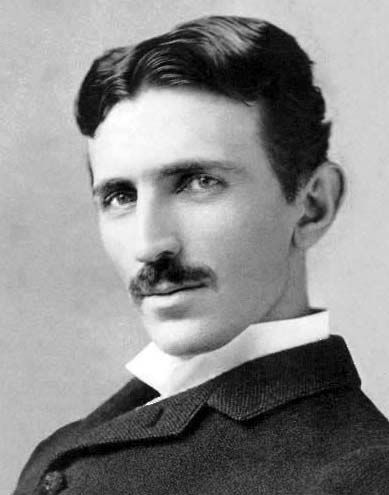
Nikola Tesla en 1890.

La gran aportación serbia al mundo de la ciencia fue el físico, matemático, ingeniero eléctrico y célebre inventor Nikola Tesla (1856-1943). Aunque nació en Smiljan (entonces Imperio austríaco y actualmente Croacia), Tesla era hijo y nieto de sacerdotes de la Iglesia ortodoxa serbia, repetidas veces se señaló como un científico serbio, aunque una vez llegó a manifestar «me siento tan orgulloso de mis raíces serbias como de mi patria croata, viva todos los yugoslavos». Cuando murió en Nueva York, su féretro fue cubierto con las banderas de Yugoslavia y de los Estados Unidos. Considerado el descubridor de la corriente alterna, y precursor del radar, el control remoto, la telegrafía y los rayos X, los inventos de Tesla revolucionaron el mundo científico de finales del siglo XIX, por lo que está considerado el inventor más influyente del cambio de siglo. En 1943, tras un largo litigio y después de su muerte, la Corte Suprema de los Estados Unidos reconoció como suya la patente de la radio, que se había atribuido erróneamente a Guglielmo Marconi. En Serbia, Tesla es considerado un héroe nacional, y en 1952 se creó el Museo Nikola Tesla en Belgrado, donde se encuentra la urna con sus cenizas, además de sus instrumentos, proyectos y objetos personales y su biblioteca. Además, los billetes de 100 dinares llevan su imagen en el anverso, y el principal aeropuerto del país fue renombrado en 2006 como Aeropuerto de Belgrado-Nikola Tesla. También una unidad de medida, un cráter de la Luna y un asteroide llevan su nombre.
También cabe destacar a Mihajlo Pupin, un físico serbio conocido por sus numerosas patentes, desarrolló un sistema para aumentar en gran medida el alcance de las comunicaciones telefónicas.
Según el Índice mundial de innovación, a cargo de la Organización Mundial de la Propiedad Intelectual, en 2024, Serbia se ubicó en lugar 52 en innovación entre 133 países del mundo;mientras que en 2023, ocupó el lugar 53, y el lugar 55, en 2022.

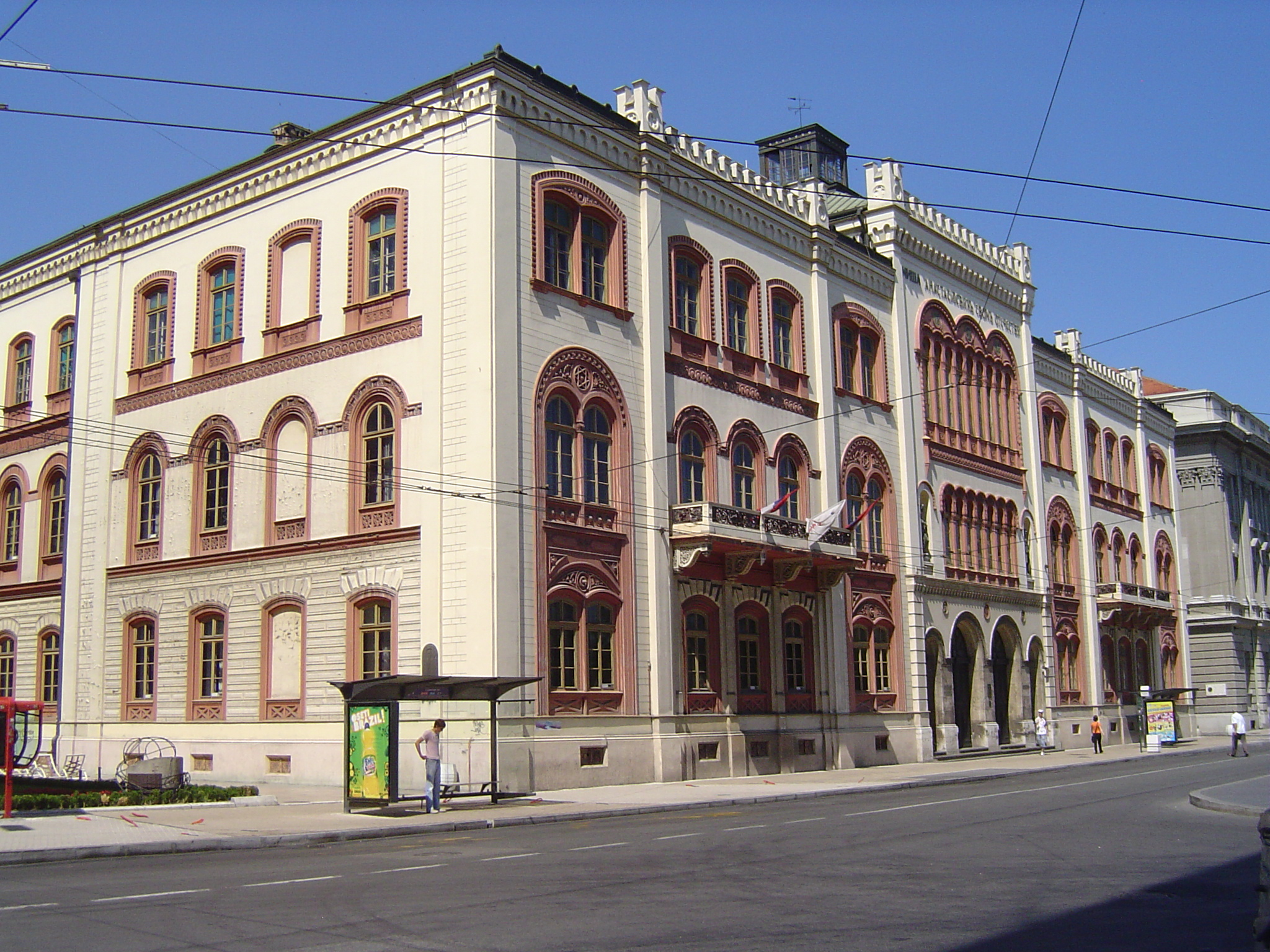
Edificio del rectorado de la Universidad de Belgrado.

### Educación
La educación en Serbia está regulada por el Ministerio de Educación. Ésta comienza en los centros preescolares, y continúa con la educación primaria. Los niños ingresan en las escuelas primarias (en serbio: Osnovna škola) a la edad de 7 años, y permanecen allí durante 8 años (período obligatorio). La educación secundaria se puede seguir, dependiendo de las calificaciones obtenidas, en los institutos de Educación Secundaria (gimnazija, 4 años), en los Colegios profesionales (stručna škola, 4 años) o en Formación Profesional (zanatska škola, 3 años). El acceso a la Universidad se realiza sobre la base de los resultados de la educación secundaria y de una prueba de acceso.
La Universidad de Belgrado es la más antigua e importante de Serbia. Establecida en 1808, tiene treinta y una facultades, y desde su fundación, se calcula que ha formado a trescientos treinta mil licenciados. Otras universidades con un importante número de facultades y alumnos son las de Novi Sad (fundada en 1960), Kragujevac (fundada en 1976) y Niš (1965).

### Gastronomía

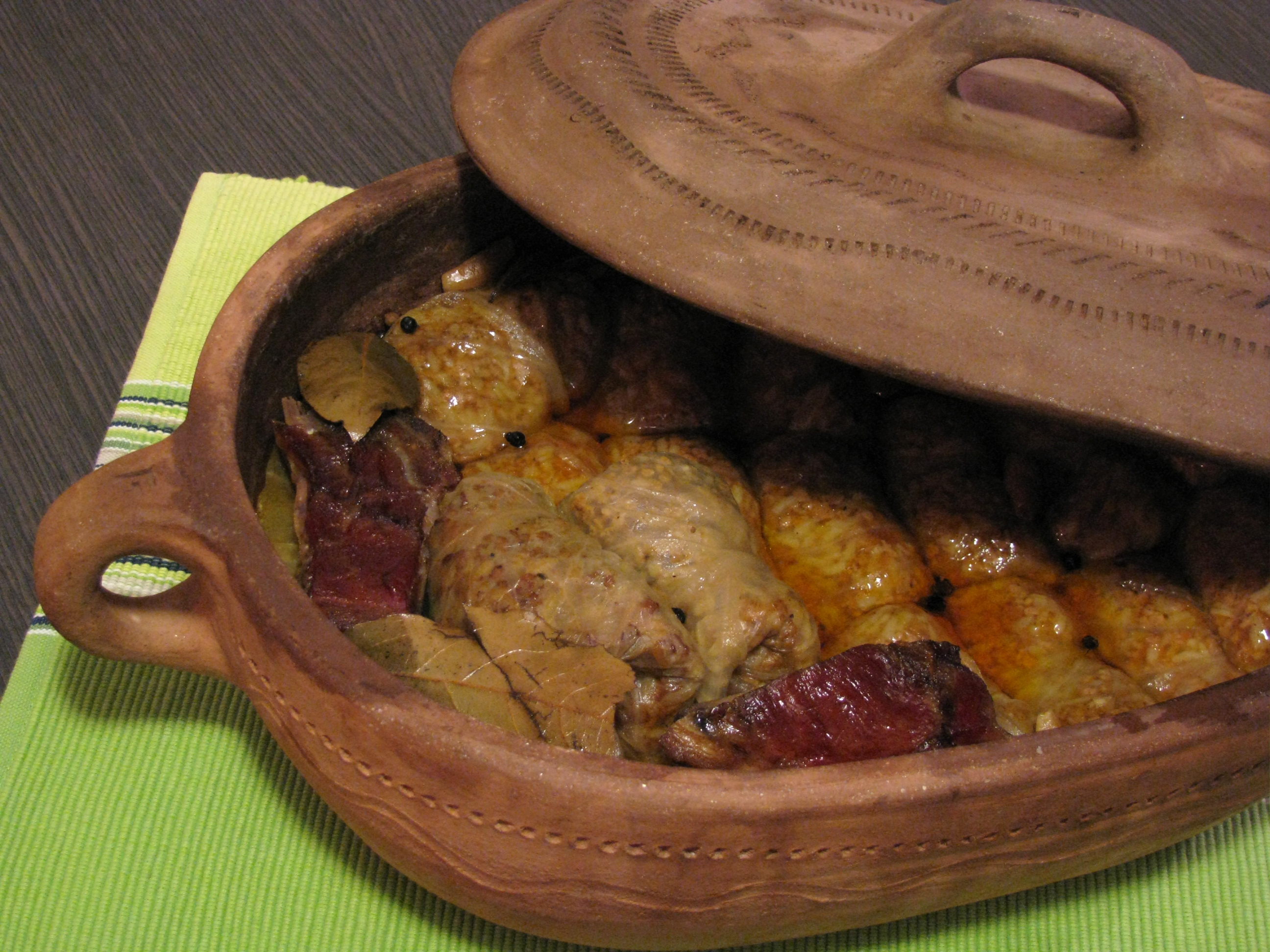
El sarma, especialidad nacional a base de carne picada envuelta en hojas de repollo y cocinada en cerámica tradicional.

La gastronomía de Serbia, enmarcada en la llamada cocina balcánica, posee la influencia directa de la cocina mediterránea, en especial la cocina griega, búlgara, turca y húngara, lo que le confiere un carácter heterogéneo, constituido por una mezcla de diversas tradiciones. Destaca por la variedad de sus salsas y aromas, así como la diversidad de sus postres.
La base de la oferta gastronómica turística la constituye la carne a la parrilla, además de diversos platos de verduras. Los platos más tradicionales del país son:
- El ćevapčići, un plato a la parrilla a base de carne picada. Tradicionalmente se cocina con carbón.
- La čorba, sopa de verduras (generalmente judías) condimentada con trozos de carne.
- El sarme, rollitos de carne picada sazonada con especias y envuelta en hojas de repollo.
- El pljeskavica, una especie de hamburguesa de carne picada similar al ćevapčići, pero más sencillo, es considerado la comida nacional.
- El đuveč, arroz con carne y abundantes especias.

El postre más popular es el gibanica, una pasta elaborada con queso y huevo, y la bebida nacional el slivovitz (sljivovica), de fuerte contenido alcohólico, resultante de la destilación y fermentación del zumo de ciruela, muy similar al brandy.

## Deportes

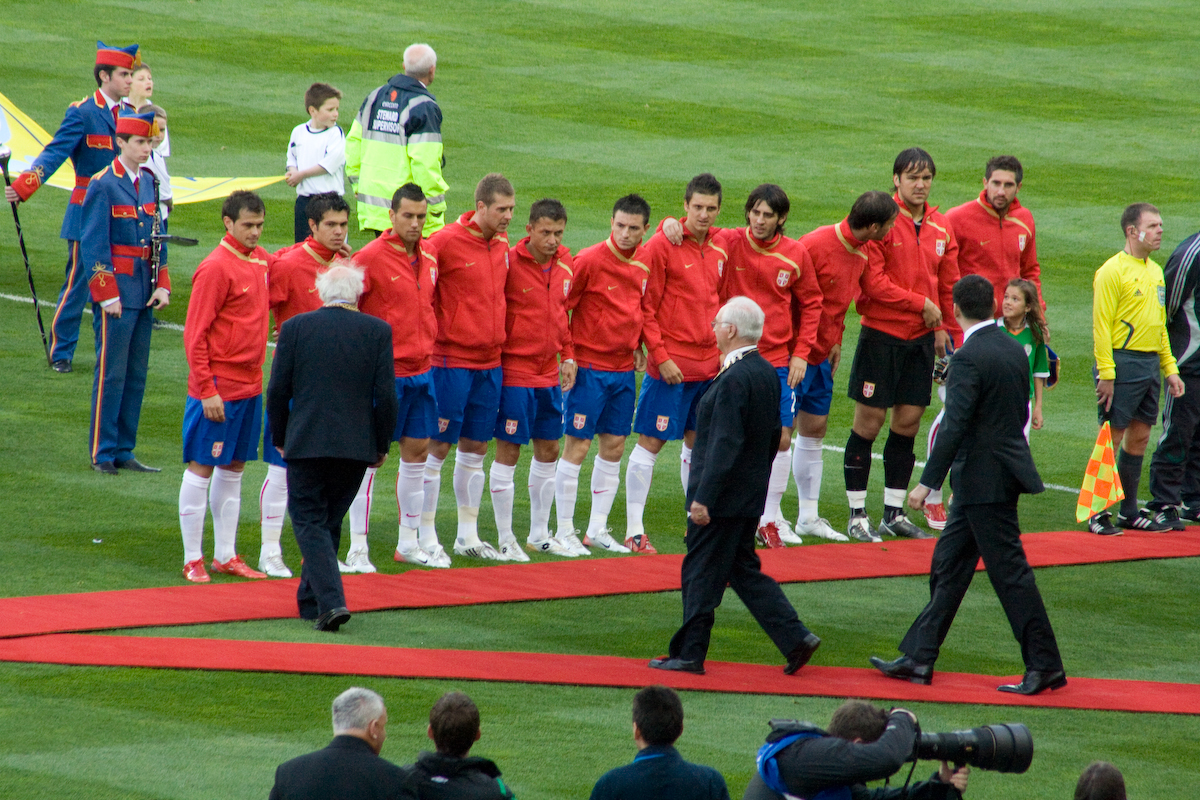
El equipo inicial de la Selección de fútbol de Serbia, antes del inicio de un partido amistoso en Dublín contra Irlanda.

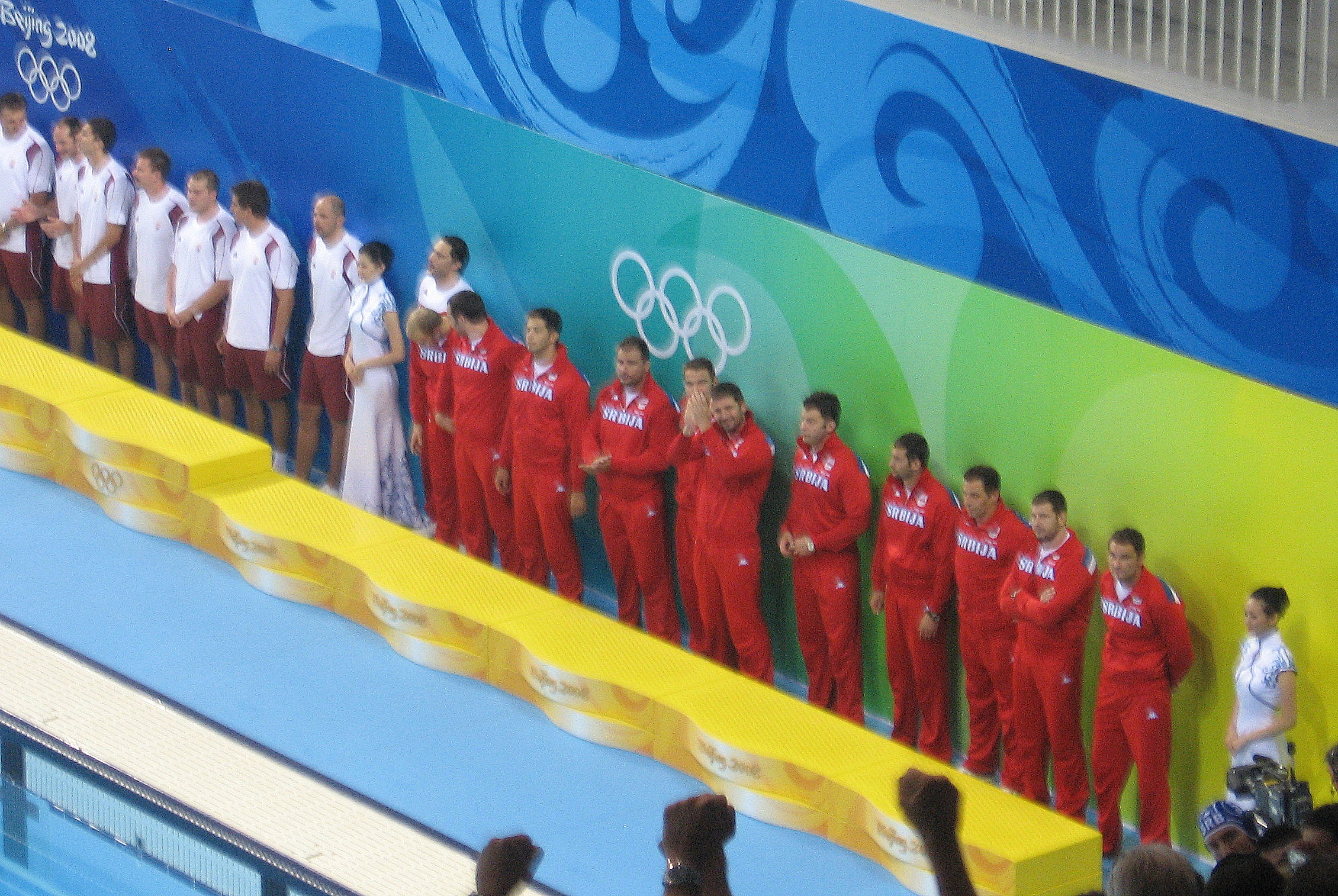
Los integrantes del equipo nacional serbio de waterpolo, en la ceremonia de entrega de medallas de los Juegos Olímpicos de Pekín 2008. El combinado serbio consiguió la medalla de bronce de la competición.

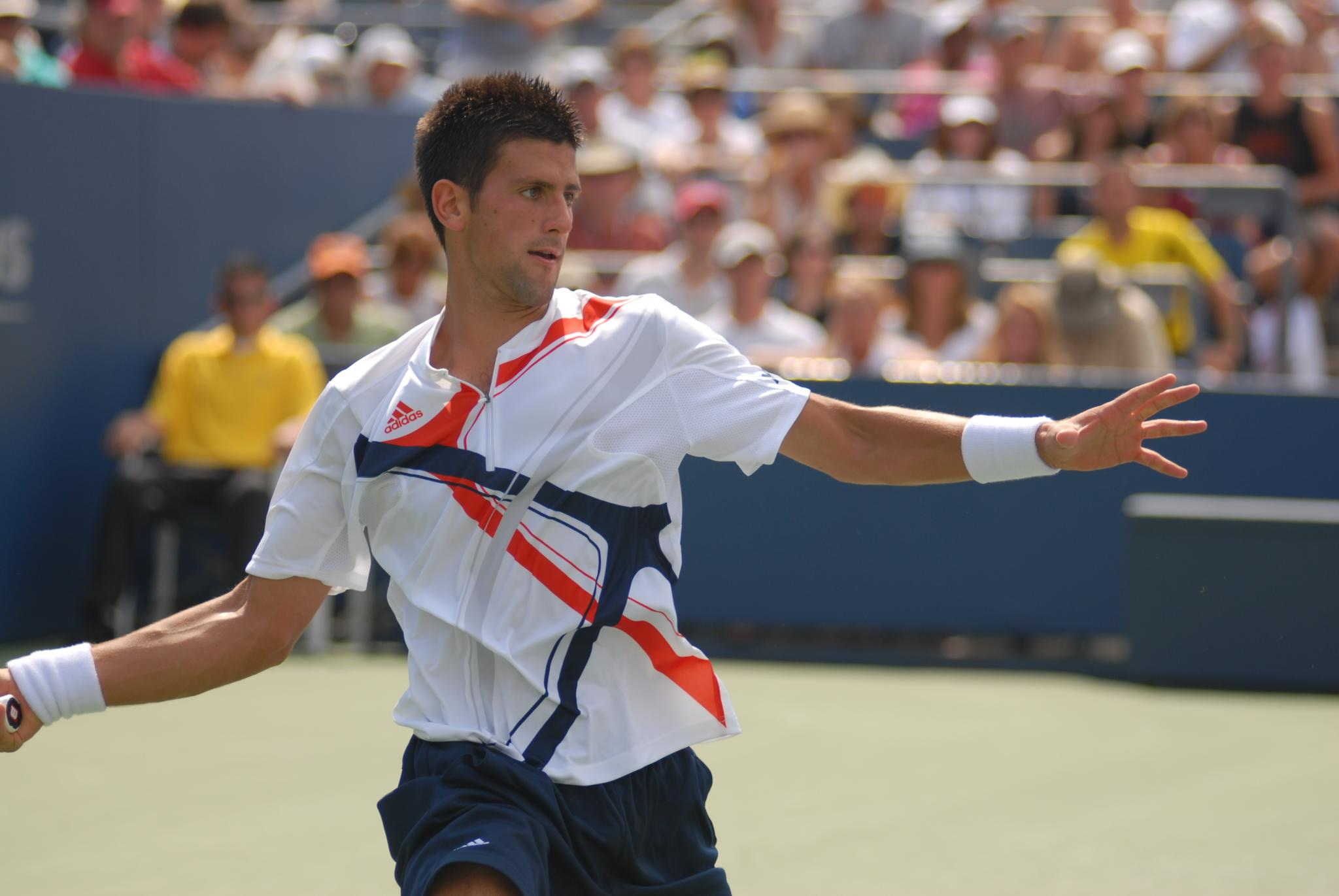
El tenista Novak Djoković, que encabeza una hornada de jugadores serbios de primer nivel, durante el Abierto de los Estados Unidos de 2007.

A pesar de que Serbia es considerada la sucesora deportiva de las selecciones yugoslavas, su participación por separado en competiciones deportivas oficiales no se produce hasta junio de 2006, en que se materializa la desintegración del Estado formado por Serbia y Montenegro, y su proclamación como Estado soberano. Desde ese momento, Serbia ocupó el lugar del antiguo Estado en el Comité Olímpico Internacional, que reconoció a Montenegro como nuevo miembro en su congreso de Guatemala en julio de 2007.
Los deportes más populares y con mayor número de seguidores en el país son el baloncesto, el fútbol y el balonmano.
Baloncesto
Sucesora del exitoso equipo nacional yugoslavo, considerado la tercera mejor selección de la historia del baloncesto por el número de medallas conseguidas, y cinco veces vencedora del Campeonato mundial de baloncesto, la Selección de baloncesto de Serbia, consiguió el segundo puesto en el Campeonato de Europa de 2009, tras perder en la final ante la selección de España por 63-85. Varios jugadores serbios han militado en equipos de la principal liga de baloncesto del mundo, la NBA, como Nikola Jokić, Vlade Divac, Predrag Stojaković, Nenad Krstić, Darko Miličić y Vladimir Radmanović entre otros.
La liga serbia de baloncesto, la Naša Sinalko Liga, es la principal competición de clubes de Serbia. El vigente campeón es el KK Partizan de Belgrado, que se proclamó campeón por 8.ª vez consecutiva, por delante del Estrella Roja, la temporada 2008/09.
Fútbol
La primera participación de la selección de fútbol de Serbia en una competición oficial se produjo con motivo del torneo de clasificación para la Eurocopa 2008, para la que no consiguió clasificarse. Sin embargo, la selección se ha logrado clasificar al Campeonato Mundial en 3 ocasiones: Sudáfrica 2010, Rusia 2018 y Catar 2022, aunque cayó eliminada en la fase de grupos en esas 3 participaciones. Serbia es una de las pocas selecciones europeas que ha clasificado al Mundial, pero nunca ha hecho su debut en una Eurocopa.
El campeonato nacional de liga serbio, la Superliga Serbia, es la máxima competición por equipos del país. El campeón la temporada 2009/10 fue el Partizan de Belgrado, por delante del Estrella Roja de Belgrado, el equipo más laureado del país. Ambos protagonizan el Derbi Eterno de Belgrado, el clásico más popular del fútbol serbio.
Otros
Otros deportes de equipo donde Serbia tiene una importante relevancia son el balonmano, disciplina en la que la selección nacional logró el 8.º puesto en el Campeonato Mundial de 2009, y el waterpolo, en el que la selección serbia es vigente campeona del mundo tras vencer en la final del Campeonato Mundial de 2009 a España en la tanda de penaltis. Además, la selección serbia de voleibol logró el primer puesto del Campeonato Europeo de Voleibol de 2011, celebrado en Austria y República Checa, mientras que la selección femenina hizo lo propio en el Campeonato Europeo de Voleibol Femenino de 2011.
Otros deportistas serbios que se encuentran en primer nivel mundial son los tenistas Novak Đoković (vencedor del Abierto de Australia en 2008, 2011, 2012, 2013, 2015, 2016, 2019, 2020 y 2021, ganador de la edición de 2011, 2014, 2015, 2018, 2019 y 2021 del Campeonato de Wimbledon y del Abierto de Estados Unidos en 2011, 2015 y 2018 y ganador del Roland Garros en 2016 y 2021), Ana Ivanović (que ganó Roland Garros en 2008), Jelena Janković (finalista del Abierto de los Estados Unidos en 2008) y Mónica Seles (ganadora de 9 Grand Slams, campeona del Abierto de Australia, en 4 ocasiones 1991, 1992, 1993, 1996, del torneo de Roland Garros en 3 ocasiones 1990,1991, 1992 y del Abierto de los Estados Unidos en 2 ocasiones 1991, 1992 ) y el nadador Milorad Čavić, 6 veces campeón de Europa, 1 vez campeón del mundo y medalla de plata en los Juegos Olímpicos de Pekín 2008.
- Serbia en los Juegos Olímpicos
- Serbia y Montenegro en los Juegos Olímpicos
- Yugoslavia en los Juegos Olímpicos